# Bataisk
Bataisk (del ruso: Бата́йск) es una ciudad rusa del óblast de Rostov situada en la orilla izquierda del río Kóisug, afluente del Don, a 15 km al suroeste de Rostov del Don. Su población en 2017 era de 124.705 habitantes
Es el centro de su propia unidad administrativa: Ciudad de Bataisk (Город Батайск), con categoría de ókrug urbano. Forma parte de la aglomeración urbana de Rostov del Don, junto con Aksái, y comparte con la capital del óblast muchos servicios.

### Etimología
El nombre de la localidad tiene un origen incierto: mientras etnógrafos como V. Grachov y N. Reshetniaka defienden que provendría de arroyo de Batiya, P. Onokolov demostró que no había rastro de este nombre en la región y que en un mapa de 1747 el río aparece como Batái. Otros investigadores hacen derivar el topónimo del túrquico ba tai su, "«depresión húmeda con un arroyo»".

## Historia

### Fundación en elsigloXVIII
Bataisk fue fundada como slobodá Batáiskaya en 1769 por colonos campesinos en el marco de la guerra ruso-turca 1768-1774, en unos territorios en disputa entre el Imperio ruso y el Imperio otomano, que acabarían formando tras la guerra la gobernación de Azov. Aproximadamente en la misma época, cosacos de Zaporizhia se establecieron más abajo en el río, fundando la slobodá Kóisugskaya, como cosacos del Mar Negro. Tradicionalmente se considera que las primeras familias que se asentaron en el emplazamiento de Bataisk, fueron, por orden de Catalina II, los Zhikrevetski, los Safonovy y los Grebennikovi-Lomovi. Constituía un punto de apoyo para la defensa de las tierras de la región de Azov y de la desembocadura del Don frente a los otomanos y a su vasallo en Crimea. El asentamiento crecería prósperamente suministrando leche, pieles y productos agropecuarios a Rostov del Don y Azov. 
El censo de 1782 dio un resultado de 324 hombres y 307 mujeres viviendo en la localidad. El archivo estatal de Gregorio Potiomkin de 1783 establece 728 habitantes en 102 hogares. En la slobodá había una iglesia de madera dedicada a la Protección de la Santa Madre de Dios.

### sigloXIXy años principios delsigloXX
Los últimos años del siglo XVIII y la primera mitad del siglo XIX fue un periodo de rápida población y asimilación económica del Cáucaso Norte. A mediados del siglo XIX, Batáiskoye era un seló de un tamaño significativo y en rápido crecimiento, recibiendo población en gran parte de Rusia central. En 1801, el malecón de la localidad se hallaba a la altura de la actual calle Polovinko, y el centro en la zona de los callejones Korotki y Mali. En 1810 se construyó la iglesia del Santo Arcángel Mijaíl. La localidad fue creciendo hacia el sur a lo largo de la calle Mostovaya (del puente hacia Rostov), y se construyeron el edificio de la administración del pueblo, calabozos y una escuela rural. Durante el siglo XIX la localidad fue ganando actividad económica (ganadería, forja, fábrica de ladrillos, bancos y oficinas comerciales, transporte de personas y mercancías hacia Azov) y con ella fue aumentando de tamaño. En el primer cuarto del siglo XIX, la localidad había alcanzado los 830 hogares, con 2 835 hombres y 2 870 mujeres. Alrededor de la localidad había 53 molinos de viento, y desde el muelle en el Kóisug, cerca del puente, se transportaban en lanchas hacia el Don ganado, alimentos y lana entre otras mercancías. Junto al malecón del pueblo se hallaba la fábrica de Dmitri Zmeyev, donde se elaboraban medias y guantes.
En 1856, Batáiskoye fue nombrado cabeza de un volost al que pertenecían la slobodá Kóisugskaya, los jútores Kuleshovka, Vysochino, Kochevanchik, Samarski y los selós Novonikoláyevka y Novobataisk.
La construcción del ferrocarril de Vladikavkaz supuso un fuerte impulso para el desarrollo de Batáiskoye. El 14 de julio de 1875 se puso en funcionamiento la estación de Bataisk. En 1887, el uyezd de Bataisk fue transferido de la gobernación de Yekaterinoslav al óblast de la Hueste del Don. Si el censo de 1897 registró 14.000 habitantes, en 1904 la localidad contaba con 17.616 habitantes, 2 576 hogares, once calles, dos iglesias y cuatro escuelas de educación básica.

### Período soviético

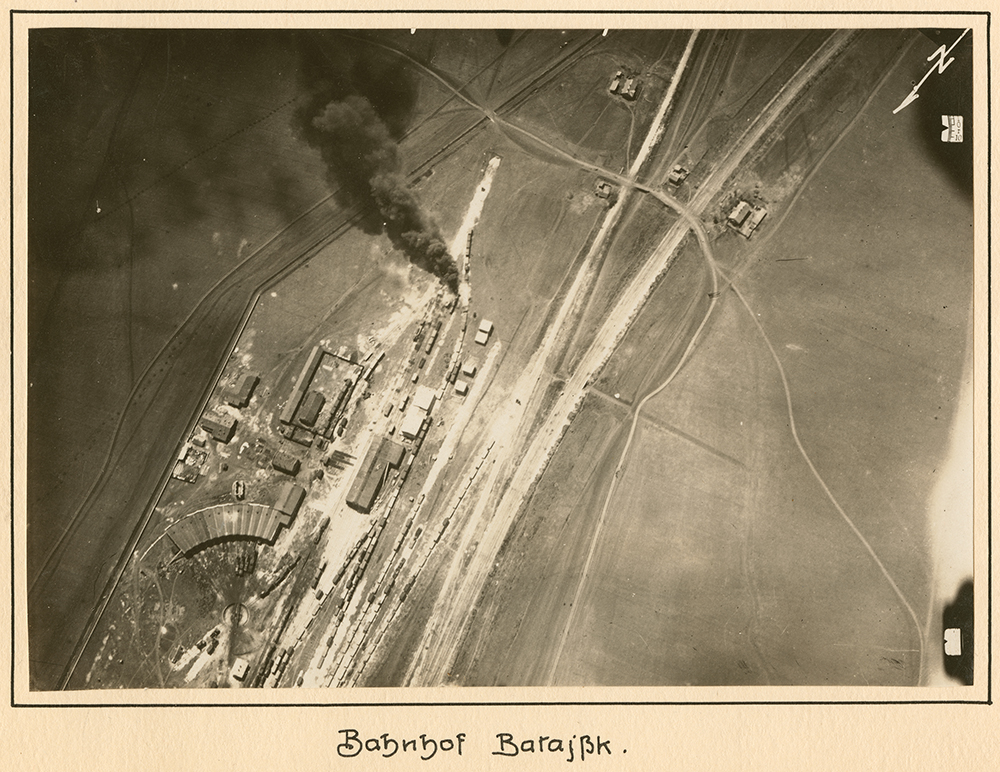
Estación de Bataisk en 1918.

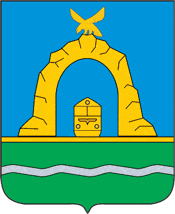
Antiguo escudo de la ciudad (1990).

En 1924 fue formado el raión de Bataisk con centro en el seló Batáiskoye. En 1925 se electrificó la localidad, lo que generó nuevas oportunidades para la industria. Ese mismo año la localidad pasó a ser considerada asentamiento de trabajo.
En 1930 se tomó la decisión de construir un aeródromo y un nuevo distrito residencial -Aviagorodok- en el este de la localidad. Se inauguraron una escuela de aviación (1931, desde 1938 Escuela A. K. Serov) y un centro de reparación de aeronaves. De la escuela de aviación surgirían 103 Héroes de la Unión Soviética, como Alekséi Marésiev, o, más tarde, los primeros cosmonautas, como Vladímir Komarov, Yevgueni Jrunov o Víktor Gorbatkó. El famoso piloto de pruebas Aleksandr Bezhevets también se formó en esta escuela.
En 1935 se instaló en la localidad un complejo de elaboración de pan y se empezó a publicar la revista Vperiod. Recibió el estatus de ciudad el 25 de noviembre de 1938, por decreto del Presídium del Sóviet Supremo de la RSFSR. Ese mismo año se había disuelto el raión de Bataisk del óblast de Rostov. Durante el periodo soviético, Bataisk continuó desarrollándose como centro industrial y gran enlace ferroviario, de modo que para 1941 había trece grandes establecimientos industriales, principalmente industria alimentaria, que ocupaban a unas siete mil personas.
En noviembre de 1941, la Gran Guerra Patria llegó a Bataisk, tras la captura de Rostov del Don por la Wehrmacht de la Alemania nazi. Pese a los severos bombardeos de los aviones alemanes, pudieron ser rechazados por los U-2 y los cañones antiaéreos soviéticos, de modo que el contraataque del Ejército Rojo en los días 28 y 29 del mes logró liberar Rostov del Don y retrasar el avance alemán hasta Taganrog. En el verano siguiente, en el curso de la batalla del Cáucaso, el 27 de julio de 1942, Bataisk fue capturado por las tropas fascistas casi sin oposición. Durante la ocupación, fueron asesinados 595 residentes (entre ellos niños), un centenar de hombres y mujeres jóvenes fueron trasladados a Alemania. Casi un 40% de las viviendas de la ciudad fueron destruidas durante la ocupación. Las instalaciones industriales, el suministro energético, conexiones telefónicas y telegráficas, así como la infraestructura del enlace ferroviario fueron destruidas. En los combates por la liberación de la ciudad perdieron la vida 217 personas. Tras 196 días de ocupación, Bataisk fue liberada el 7 de febrero de 1943 por las tropas del Frente Sur en la operación por la liberación de Rostov. A finales de 1943, las destrucciones en Bataisk durante la guerra se valoraban en 41.3 millones de rublos. En el transcurso de la Gran Guerra Patria perdieron la vida un total de 3 688 habitantes de Bataisk.
En los años de posguerra la ciudad continuó su crecimiento, de modo que para 1959 llegaba a englobar la localidad vecina de Kóisug. La localidad fue completamente reconstruida en el marco del primer Plan Quinquenal de la posguerra, y para 1960 la ciudad multiplicaba por 30 los valores de producción de 1940.
El enlace ferroviario de Bataisk fue pionero de la innovación técnica en la Unión Soviética, al acoger en 1964 las primeras locomotoras eléctricas, así como la puesta en práctica de una nueva distancia en la red de contacto del ferrocarril. En las décadas de 1970 y 1980 la ciudad fue convenientemente equipada con tecnologías modernas. Se construyeron los mikroraiones residenciales del Komsomol y de Gaidar. Se reformó la plaza de Lenin, se construyó un Palacio de Cultura Gagarin, una casa de cultura y otros establecimientos. En 1987 se inició la construcción del mikroraión Séverni con casas  de varios pisos.

### Década de 1990 ysigloXXI
En 1997 se formó la unidad municipal "Ciudad de Bataisk", creándose la Duma Local de Bataisk y la Administración de la Ciudad de Bataisk, encabezada por el alcalde de la ciudad. En 2005 se transformaría en el ókrug urbano "Ciudad de Bataisk". En 2008 se aprobó el diseño del plan maestro para la ciudad y nueva normativa para el uso de la superficie y las construcciones.

## Demografía
| Gráfica de evolución de Bataisk entre 1897 y 2020 |
|                                                   |

| 1897   | 1904   | 1926   | 1939   | 1959   | 1962   | 1967   | 1970   | 1973   | 1976   | 1979   | 1982   | 1986   | 1987   | 1989   | 1992   | 1996   | 1998   | 2000   | 2010    | 2017    |
| ------ | ------ | ------ | ------ | ------ | ------ | ------ | ------ | ------ | ------ | ------ | ------ | ------ | ------ | ------ | ------ | ------ | ------ | ------ | ------- | ------- |
| 14.000 | 17.616 | 23.000 | 48.000 | 65.158 | 72.000 | 85.000 | 85.306 | 94.000 | 91.000 | 90.123 | 94.000 | 97.000 | 98.000 | 91.930 | 93.700 | 96.700 | 97.600 | 95.900 | 111.843 | 124.705 |

En 2017 la ciudad ocupaba el lugar 136 de 1 112 ciudades en el ranking de población de las ciudades de la Federación Rusa. La ciudad ha experimentado una tendencia creciente en los últimos años.

## Economía

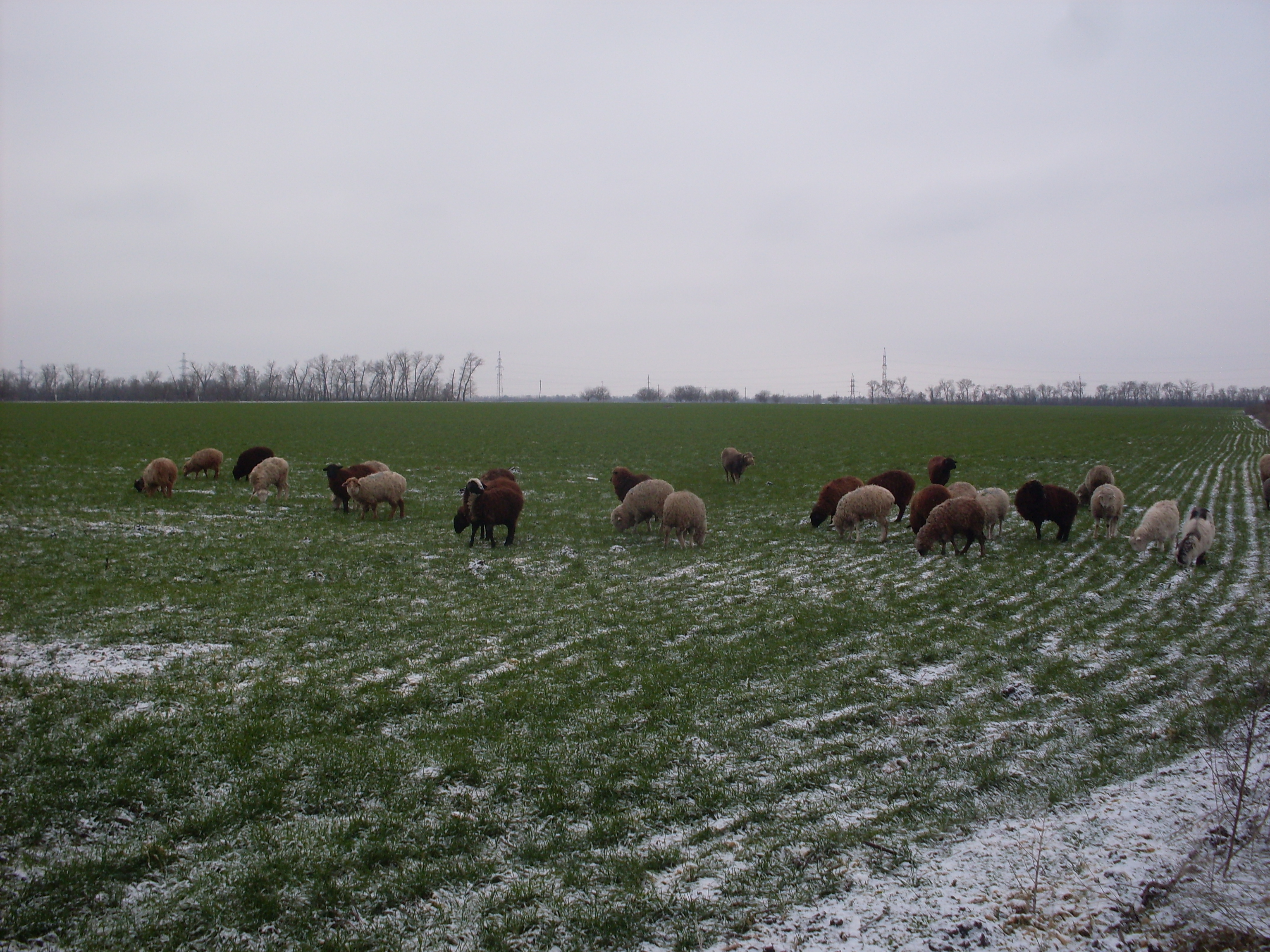
Ovejas cerca de Bataisk, 2011.

Las principales empresas de la ciudad son: Bataiski zavod stroidetal (hormigón, hormigón cerámico y productos de hormigón), BEMZ (planta electromecánica de Bataisk, fundada en 1946 para dar servicio al sector ferroviario), Konstruktsiya (producción de accesorios para líneas de tensión, torres de comunicación y otras estructuras metálicas), Rezmetkon (fabricación de tanques de almacenamiento para combustible, agua, grano, etc.), APRZ (taller de reparación de instrumentos aeronáuticos, producción y reparación de equipamientos militares, fundada en 1927), el depósito de locomotoras y de vagones (reparación y mantenimiento de equipos e infraestructura ferroviaria), Elektrosvet (parte de la Asociación de Ciegos de Toda Rusia, cableado para automóviles) y Vtormet (reciclaje de metal).
En la ciudad también operan otras empresas de reparación de maquinaria de construcción, reparación y construcción de remolques de camión, así como otras empresas pertenecientes a los sectores de la industria ligera y la alimentaria.

## Transporte

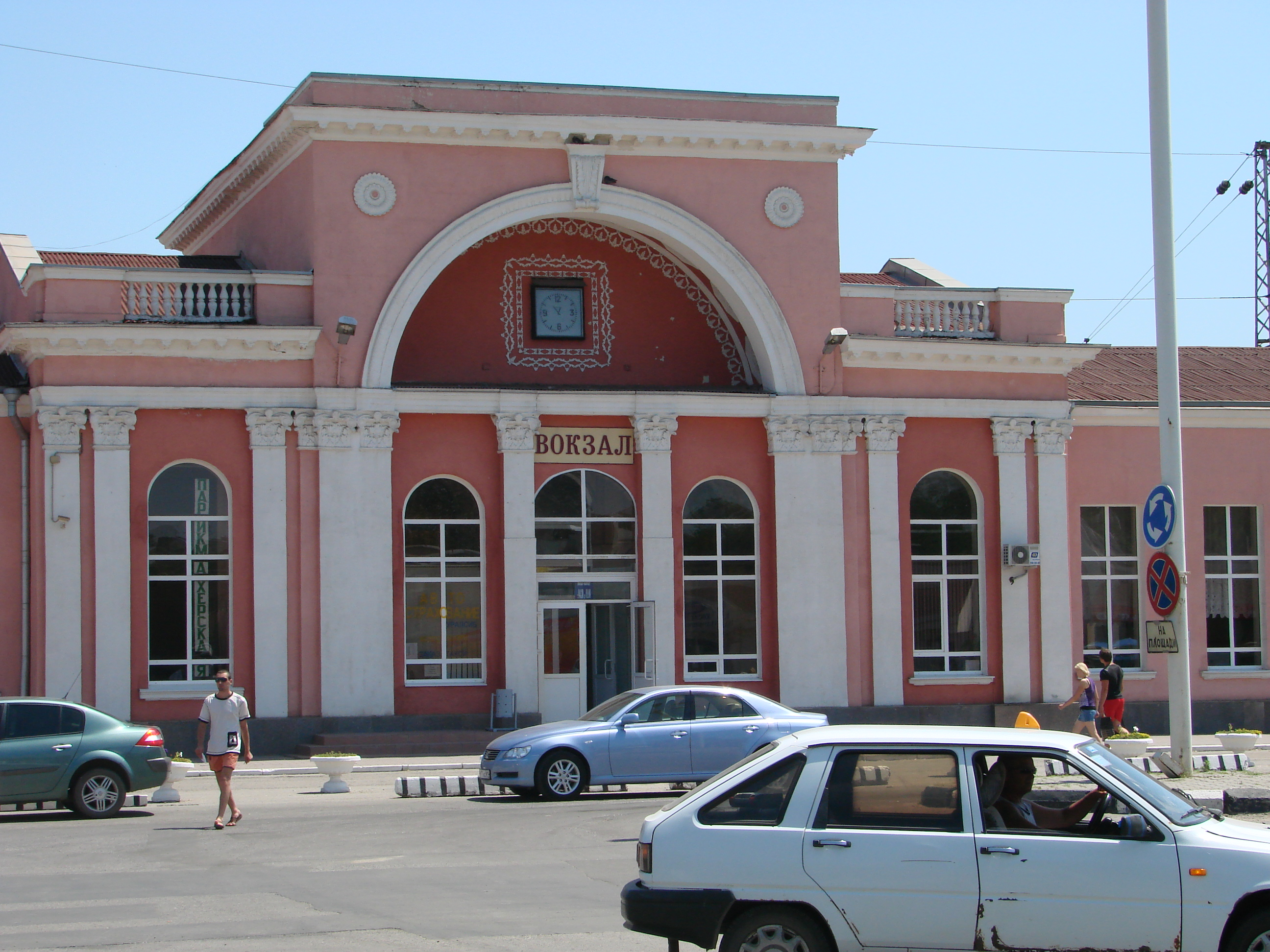
Estación de ferrocarril de Bataisk.

La estación de ferrocarril de Bataisk es una de las mayores estaciones del ferrocarril del Cáucaso Norte, sirviendo como enlace entre varias líneas que desde la estación se dirigen a Rostov del Don, Azov, Krasnodar, Salsk y Tijoretsk. 
En Bataisk se enlazan la autopista M4 Don y las carreteras regionales R-268 hacia Azov y la costa, R-269 y A-135 (enlace entre la M4 y Rostov del Don).
Al este de la localidad está el aeródromo militar de Bataisk.

### Transporte urbano

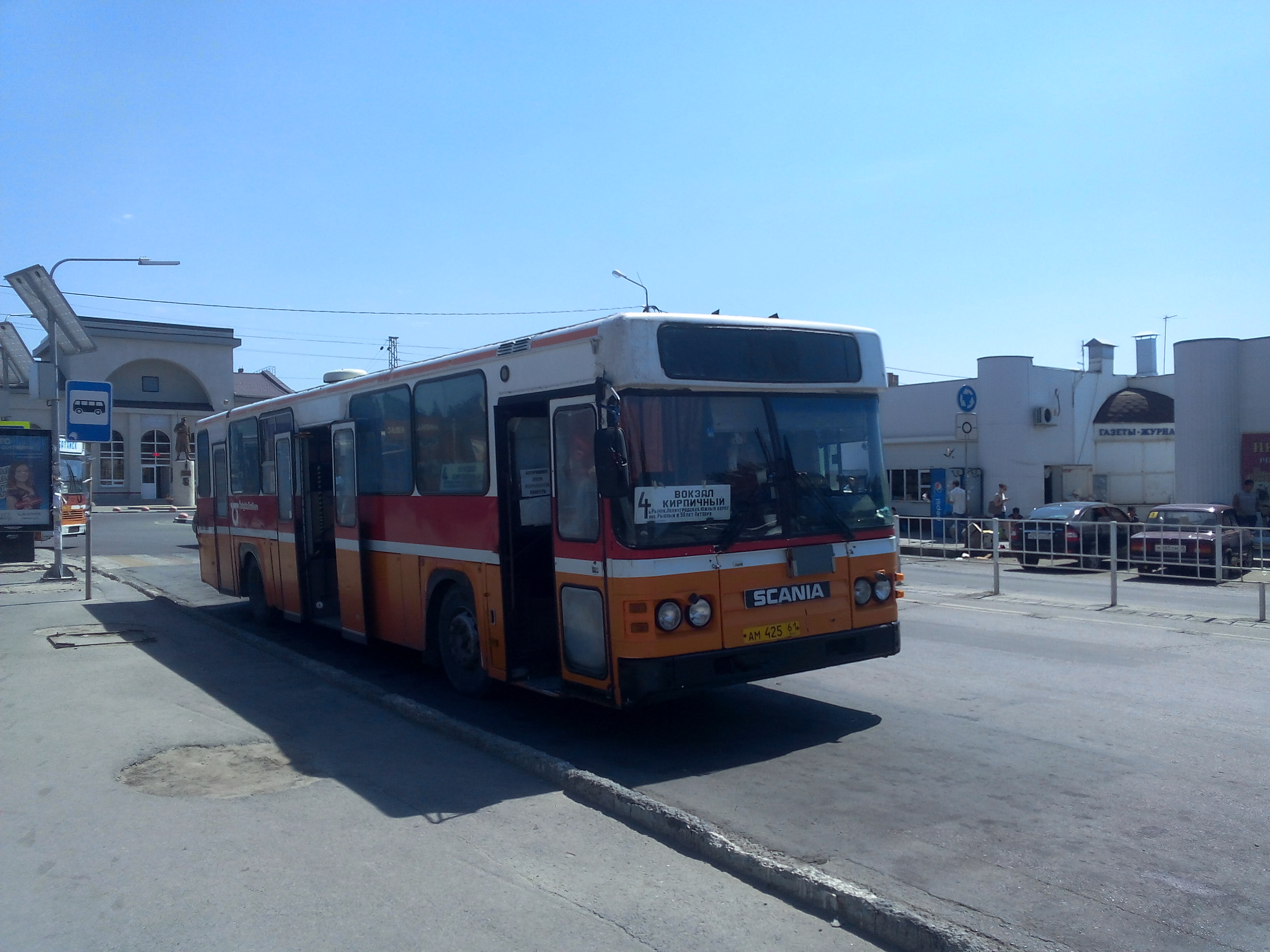
Autobús de la línea n.º 4 de Bataisk.

La ciudad de Bataisk cuenta con una red de autobuses urbanos dotada de nueve líneas de transporte, todas con origen en la estación de ferrocarril. El precio del billete en 2016 era de 17 rublos y 50 kópeks y 9 rublos para los jubilados. Por otro lado, da servicio a la ciudad una red de autobuses suburbanos e interurbanos, hacia el barrio Aviagorodok, Krasni Sad, Ovoshchnói y Rostov del Don (19 rublos en 2016).
Asimismo, desde 2012 están en desarrollo los planes para crear una red de trolebuses que unan Rostov del Don con Bataisk.

## Educación
En la ciudad de Bataisk existen dos establecimietos dedicados a la enseñanza profesional media: el Instituto Técnico de Tecnología de la Información y Radioelectrónica, y la Escuela Profesional de Bataisk (n.º 108). En cuanto a la enseñanza media, en la ciudad hay siete escuelas correspondientes a este grado (n.º 2,4,5,6,9,12,16), dos gimnasios (n.º 7 y 21) y dos liceos (n.º 3 y 7). Para la enseñanza preescolar, Bataisk cuenta con 26 establecimientos (n.º 1,2,3,4,5,6,7,8,9,11,12,13,14,15,16,18,19,20,21,22,25,45,52,121,148,149).
Por otro lado la ciudad cuenta con escuelas de artes, música y deportes. Asimismo hay un centro de desarrollo de la creatividad de la infancia.

## Salud

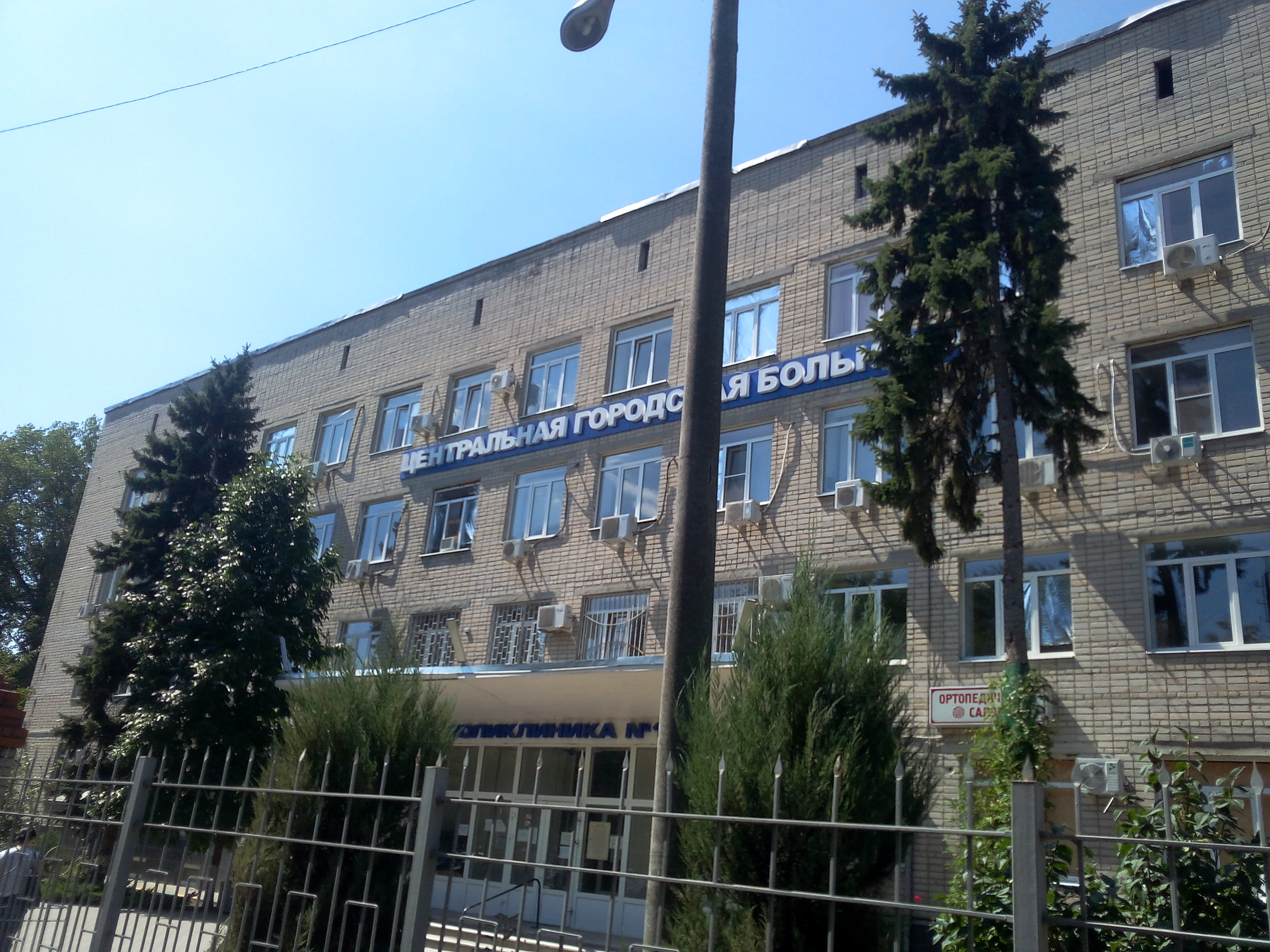
Hospital central de la ciudad de Bataisk.

En Bataisk operan el Hospital Central de la Ciudad de Bataisk, con capacidad para 569 pacientes, así como varias policlínicas para adultos (n.º 1, 2, 3, 4, 5 y 6) y dos infantiles (n.º 1 y 2), una clínica prenatal, un departamento de urgencias y una policlínica dental. Para dar servicio a la estación de ferrocarril existe el Hospital Clínico de Tránsito de la Estación de Bataisk-Principal de la OAO Ferrocarriles Rusos (RZhD).
En la ciudad opera una red de Farmacias públicas y privadas.

## Cultura

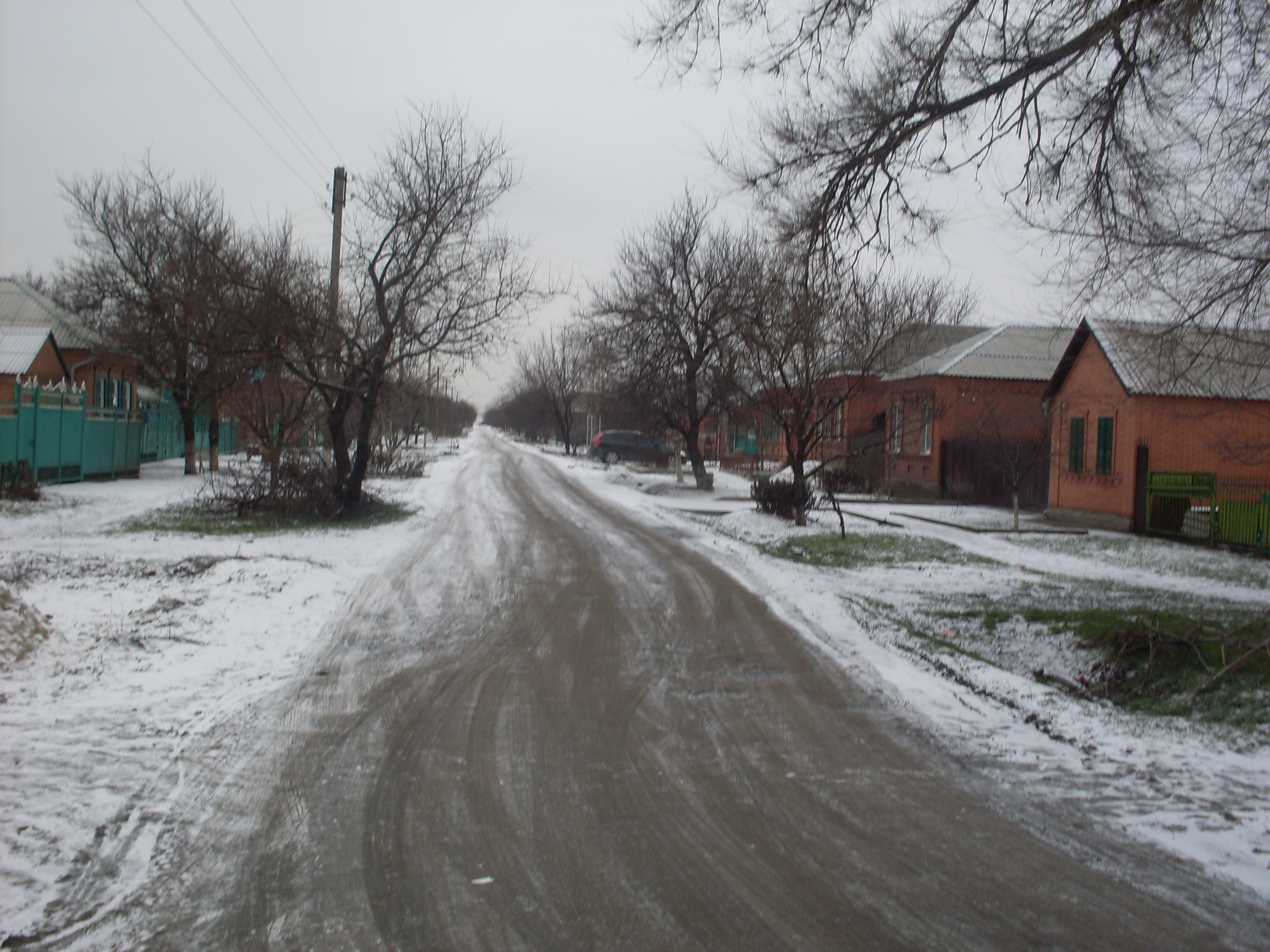
Casas de Kóisug, antigua slobodá, hoy parte de Bataisk.

Los primeros registros de actividades musicales en Bataisk datan de la primera mitad del siglo XIX, cuando el terrateniente Korneyev redimía de la servidumbre a trece familias de músicos de la localidad. Tras la Revolución de octubre de 1917, al establecerse el poder soviético en la década de 1920 en Bataisk, pronto se organizarían departamentos de actividades culturales: el 6 de agosto de 1920, los periódicos anunciaban la realización de dos actuaciones teatrales por los vecinos en Kóisug y Bataisk, así como la apertura de un cine por parte de la Departamento de Educación Nacional de Bataisk. La asociación de agricultores de la calle Mostovskaya 39 (actual Kuibyshev), organizó el primer teatro de Bataisk, el Teatro Lenin, en abril del mismo año, en el depósito de las herramientas de la asociación. Con el desarrollo del enlace ferroviario en la década de 1930, el teatro se trasladó más cerca de la estación, donde se construyó el "Parque de los Ferroviarios" con un salón para bailes y actuaciones. 
Durante los años de la Gran Guerra Patria la actividad no decayó y cabe destacar que la letra de la famosa canción Корреспондентской песни ("Canción del corresponsal") de Konstantín Símonov fue escrita en el camino hacia Bataisk durante la guerra. En noviembre de 1950 se construyó, en el antiguo emplazamiento, cercano a la estación, de la iglesia de San Nicolás de Bari, y por iniciativa de varias asociaciones de la ciudad,  el edificio de dos plantas del CLub Stalin. La primera obra que se representaría en este nuevo auditorio teatral sería El jardín de los cerezos de Antón Chéjov. En 1995 este establecimiento cultural recibiría la categoría de 3ª clase y fue renombrado como Centro Recreacional de los Trabajadores Ferroviarios.
La primera escuela musical infantil de Bataisk fue promovida por Alekséi Fédorov en 1956 y dos años más tarde, en 1958, abierta oficialmente por el Comité Ejecutivo del Soviet de Diputados de la Ciudad como escuela n.º 1. Los principales agrupaciones corales de la localidad son Dubravushka y Kalinushka, con un repertorio de canciones cosacas del Don y militares.

### Bibliotecas, museos y cines
En la localidad hay varias bibliotecas: la Biblioteca Central de la Ciudad M. Gorki, la Biblioteca Central Infantil de la Ciudad N. K. Krupskaya, la Biblioteca n.º 1 V. Mayakovski, la Biblioteca n.º 2 A. P. Chéjov, la Biblioteca n.º 3 A. S. Pushkin, la Biblioteca n.º 4 L. N. Tolstói, la Biblioteca n.º 5 M. Yu. Lermóntov, la Biblioteca n.º 7 S. Yesenin y la Biblioteca n.º 9 I. S. Turguéniev.
El principal museo de la ciudad es el Museo de Historia de la Ciudad de Bataisk y el principal cine es el Kinoteatr Iliuzion.

### Festividades
El día de la ciudad se celebra el último domingo de septiembre.

## Monumentos
En la plaza principal de la ciudad hay una estatua de Vladímir Lenin. Otros monumentos a destacar son el Monumento a la locomotora (en memoria de las luchas revolucionarias de los obreros ferroviarios de Bataisk), el Memorial al Juramento de las Generaciones, el Memorial al Muro del Recuerdo, en el parque Aviatorov se halla una réplica de un MIG-15 y el Monumento al Pecho Femenino La localidad atrajo la atención internacional a causa de este último monumento, que muestra una mano masculina agarrando el seno de una mujer núbil, que según se cuenta: "traerá felicidad familiar a los hombres que consigan tocarla".
Otros monumentos de la ciudad tienen sentido religioso (Iglesia ortodoxa rusa): Monumento al apóstol Andrés, Monumento a San Nicolás de Bari,  Monumento al Príncipe Pedro y la Princesa Fevroniya, Monumento a Juan el Ruso, Monumento a Panteleimón el Sanador y Monumento a Vladímir el Grande.

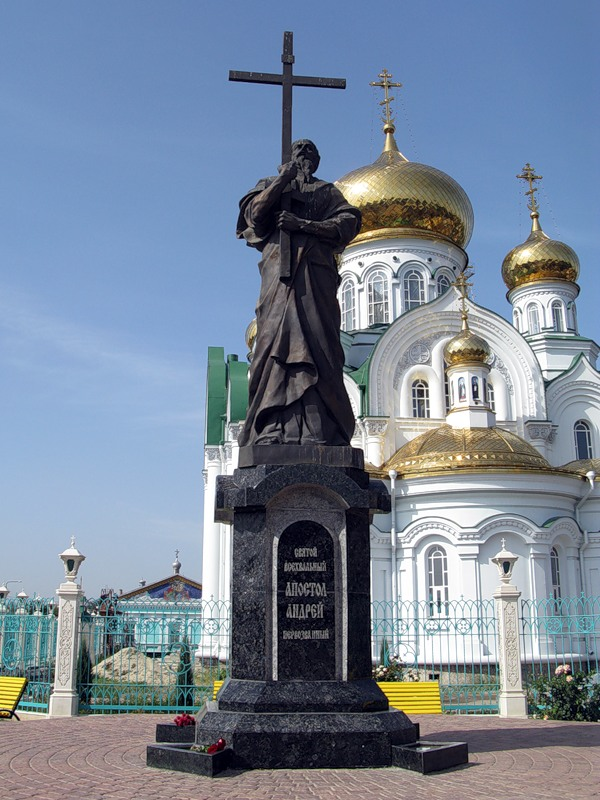
Monumento al apóstol Andrés en Bataisk.
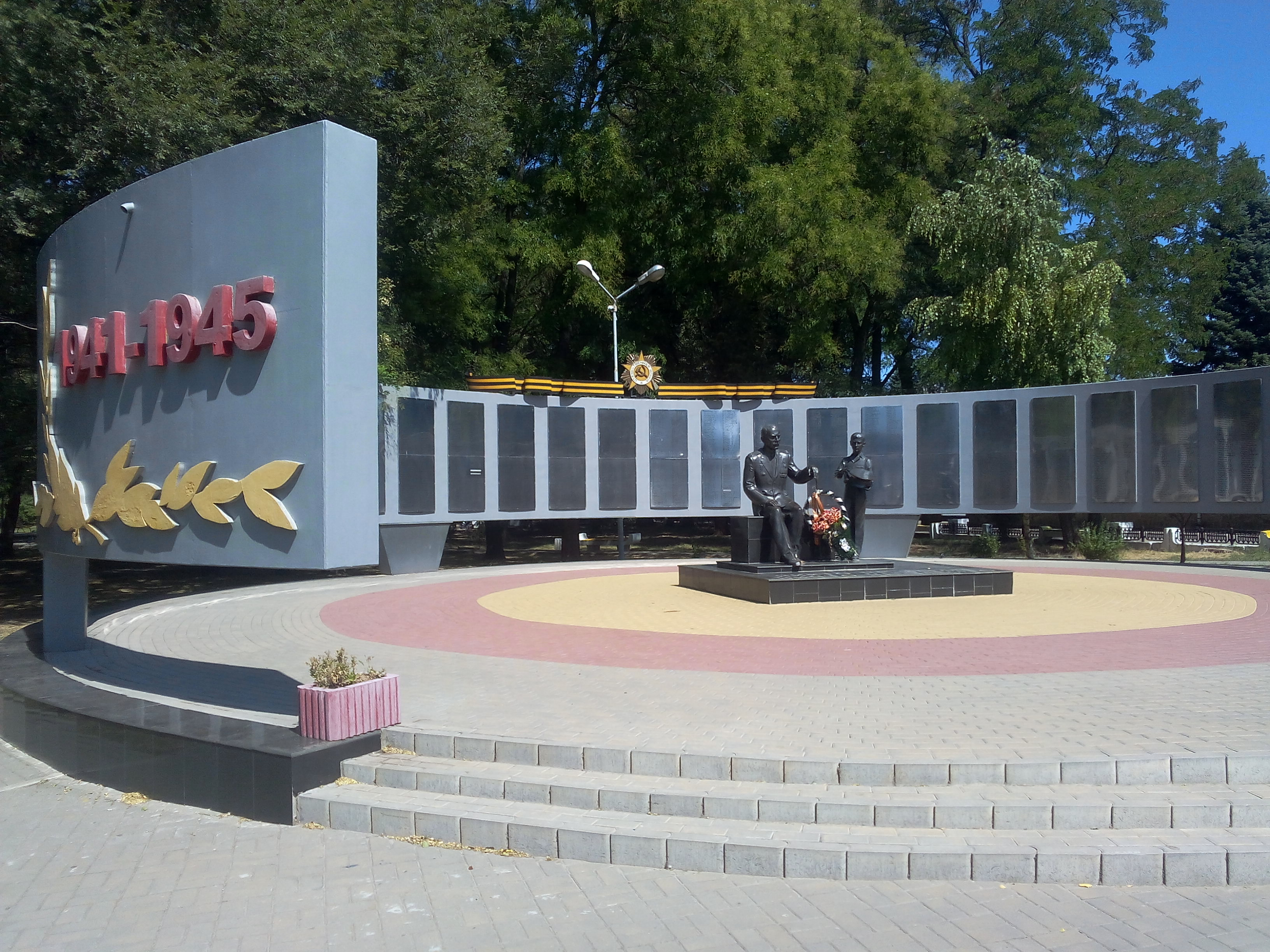
Complejo memorial en el parque de la ciudad.
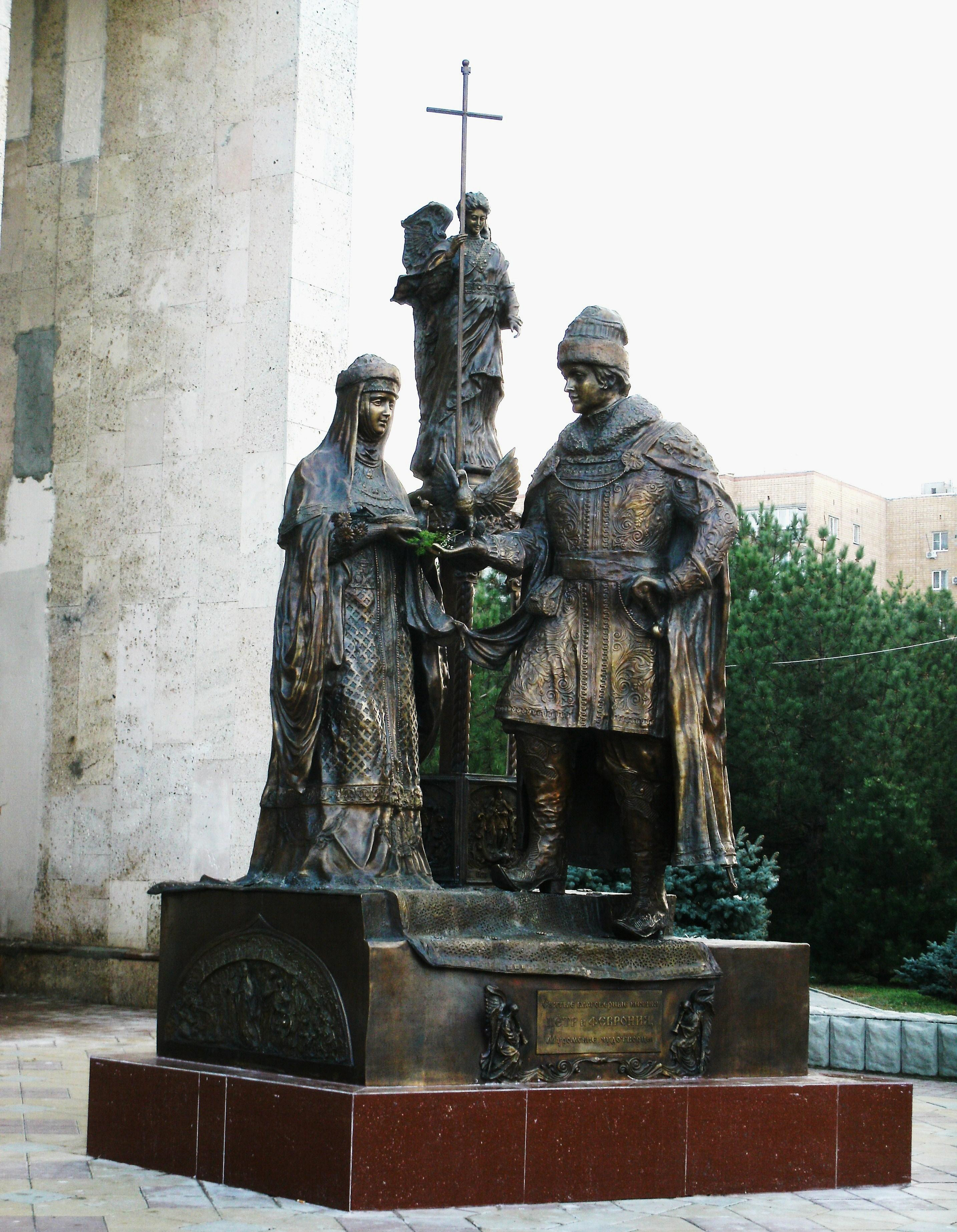
Monumento al Príncipe Pedro y la Princesa Fevroniya
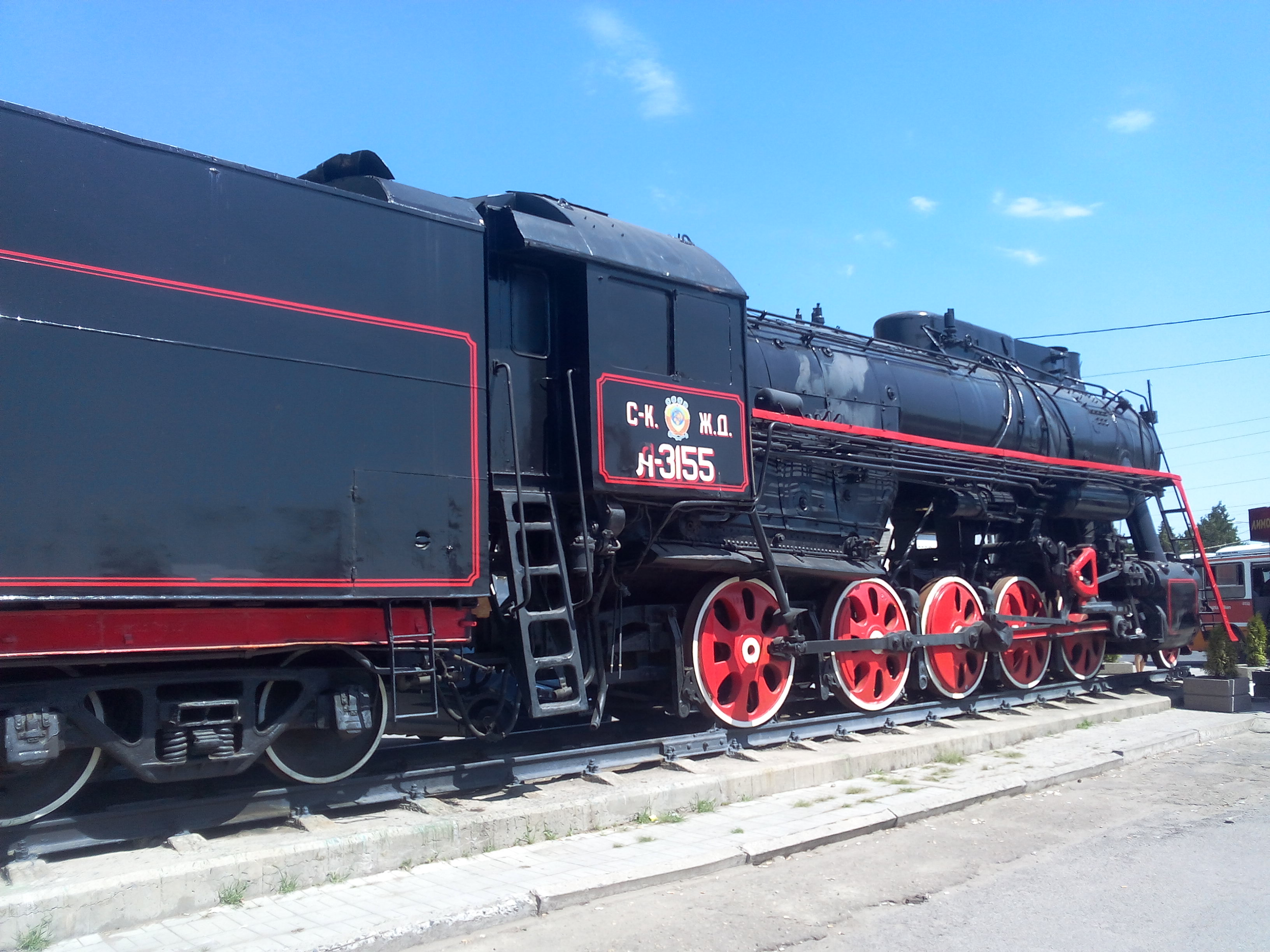
Monumento a la locomotora A-3155 en la plaza de la estación.
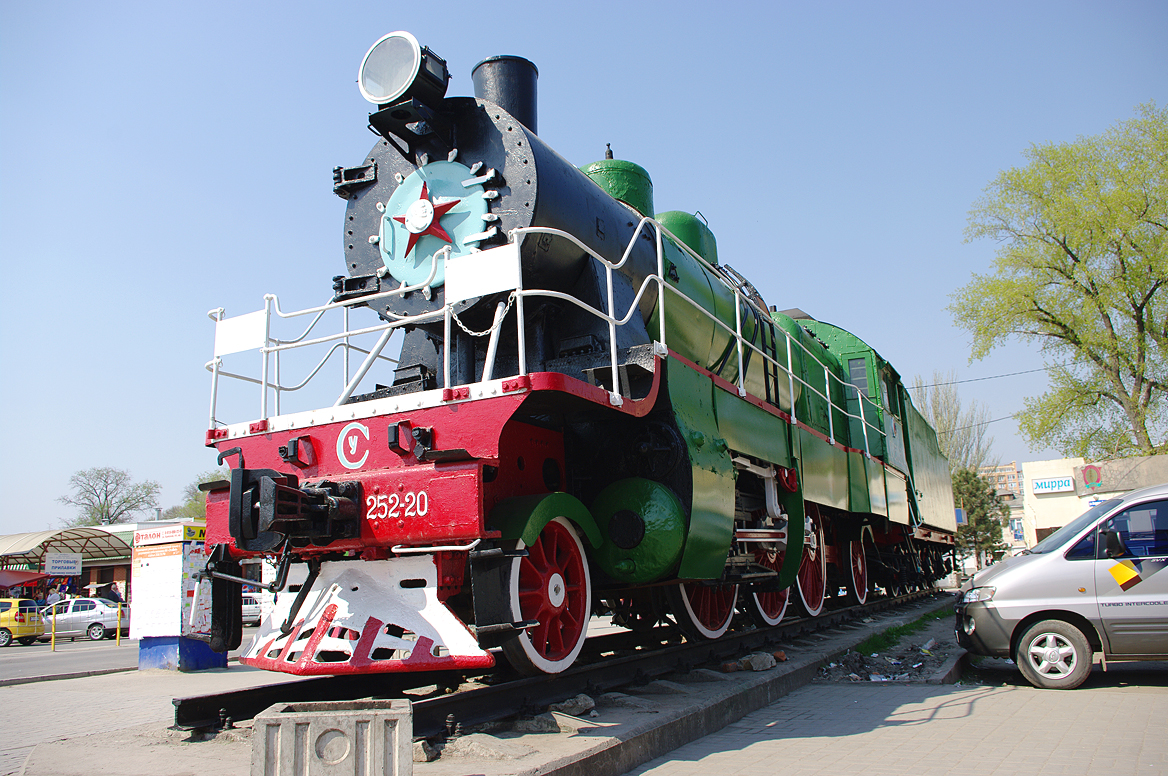
Monumento a la Locomotora Su252-20 en Bataisk.
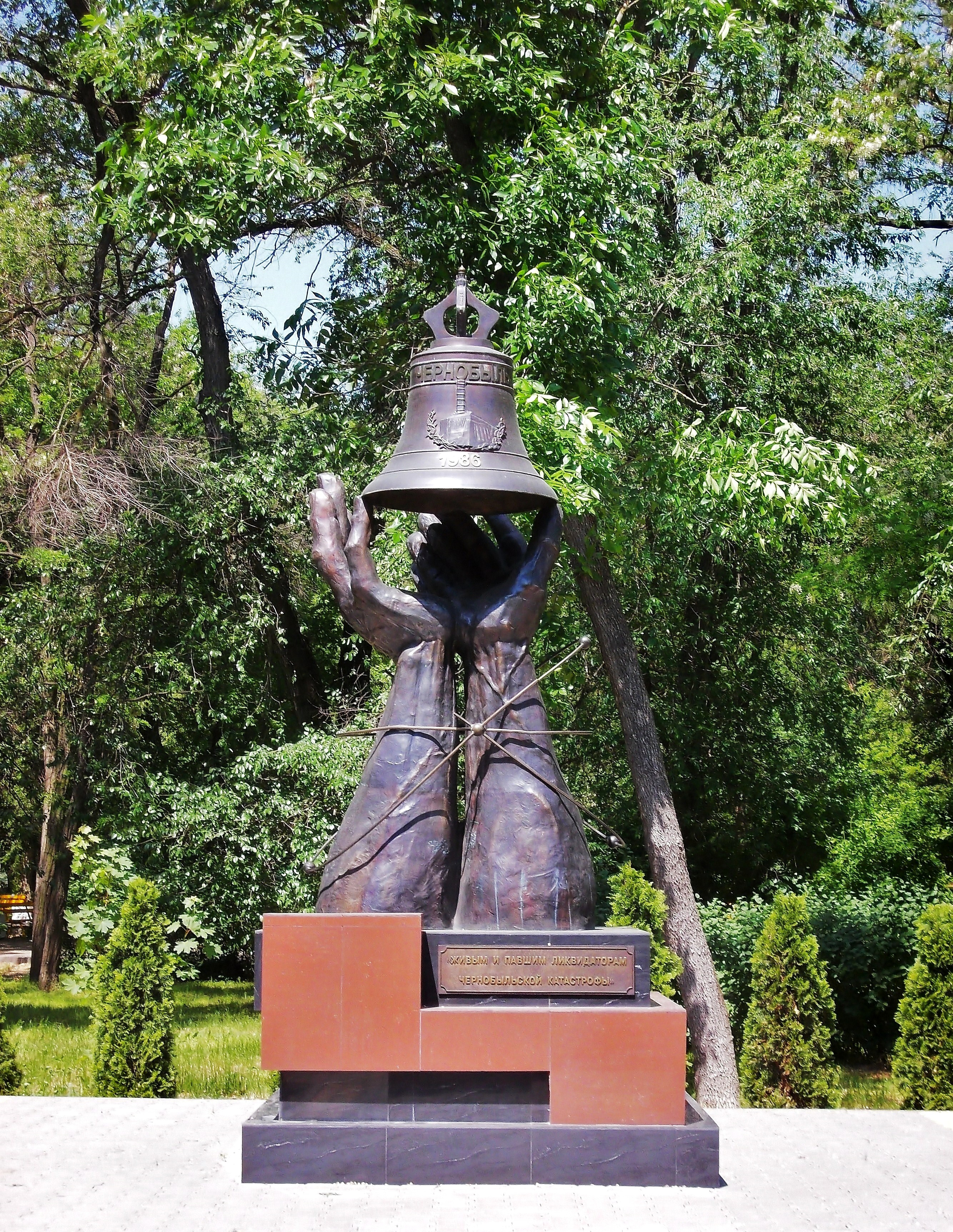
Monumento a los héroes de Chernóbil en Bataisk.

## Religión

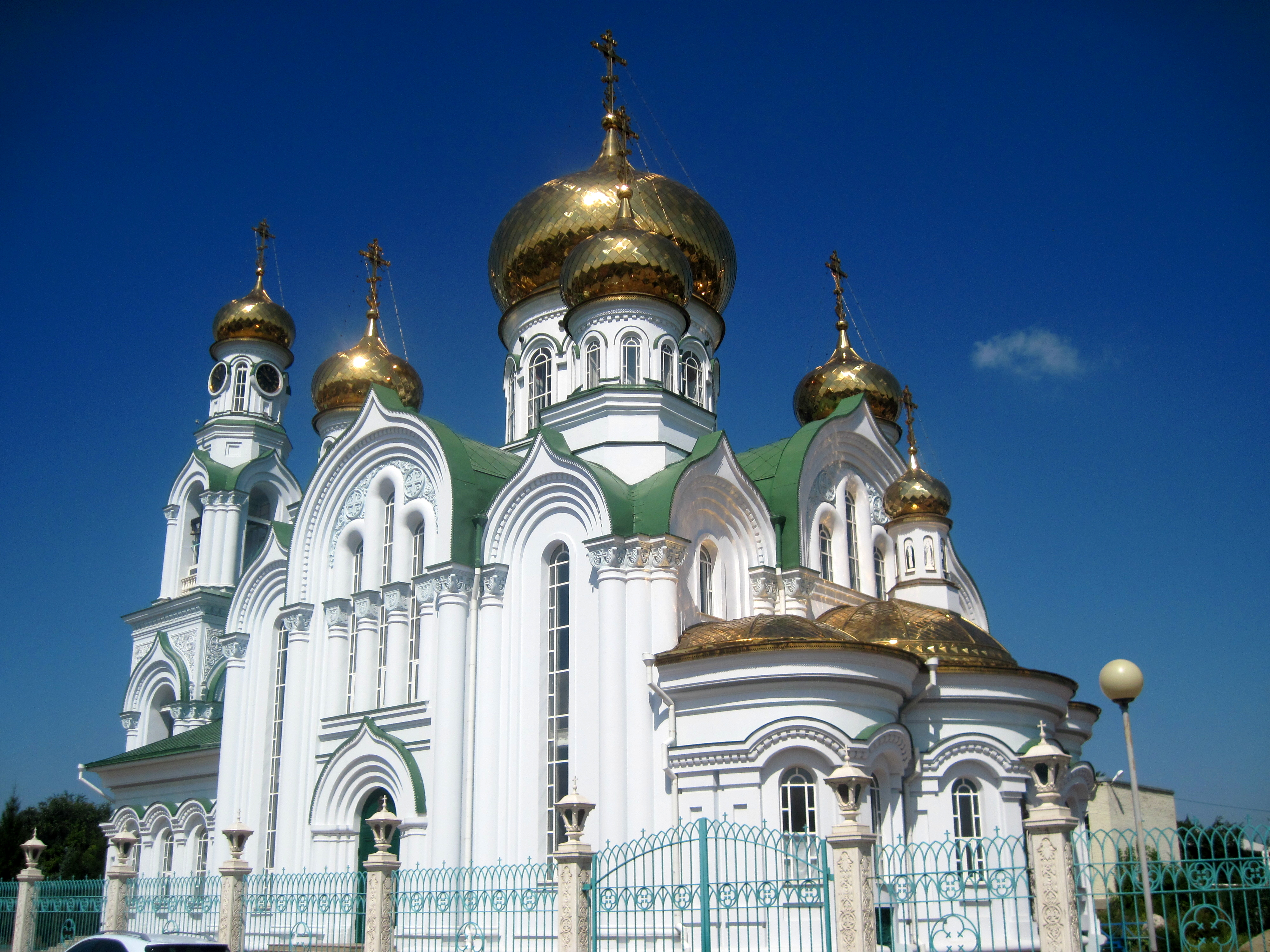
Iglesia de la Trinidad.

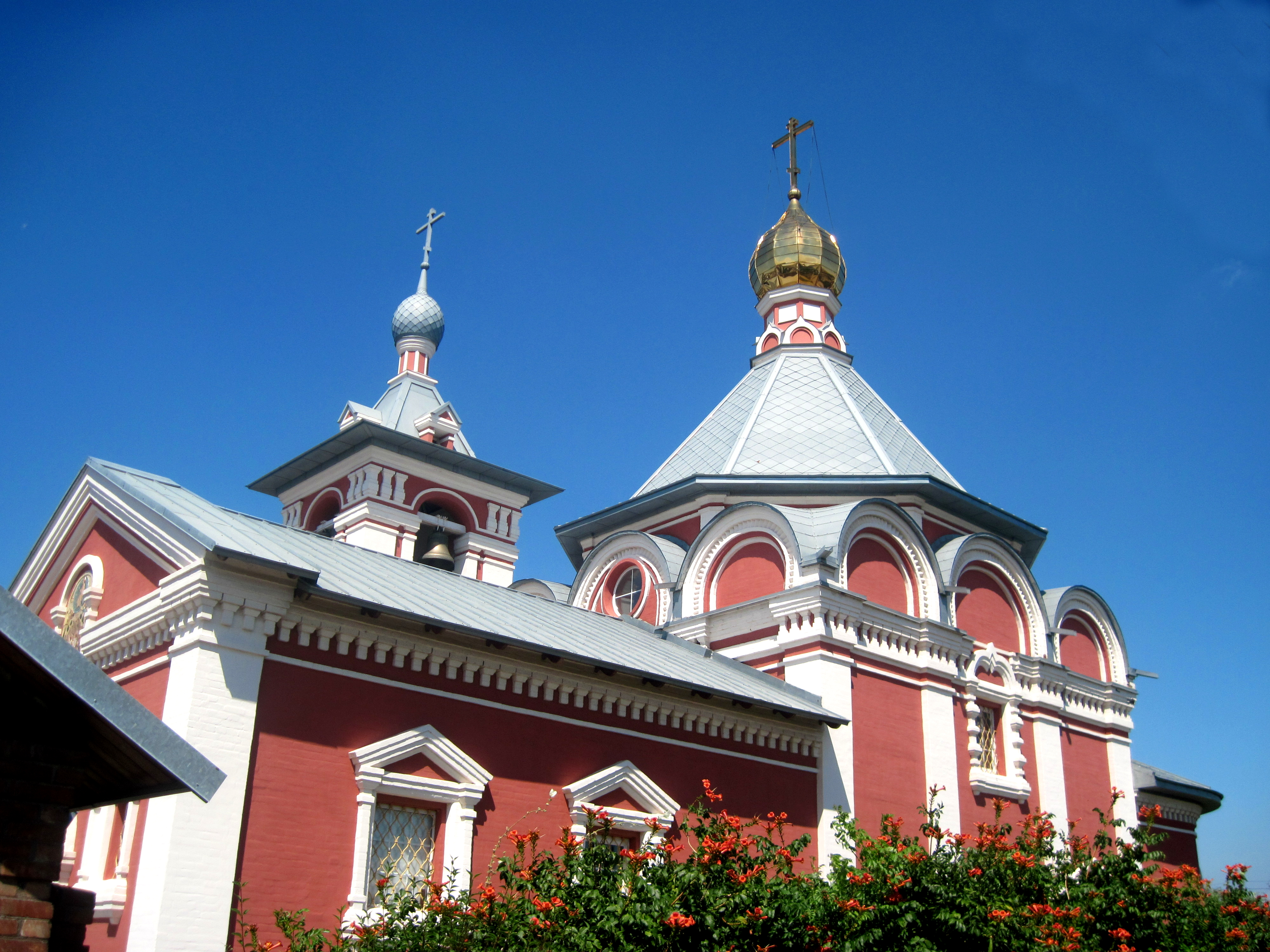
Iglesia de la Ascensión del Señor.

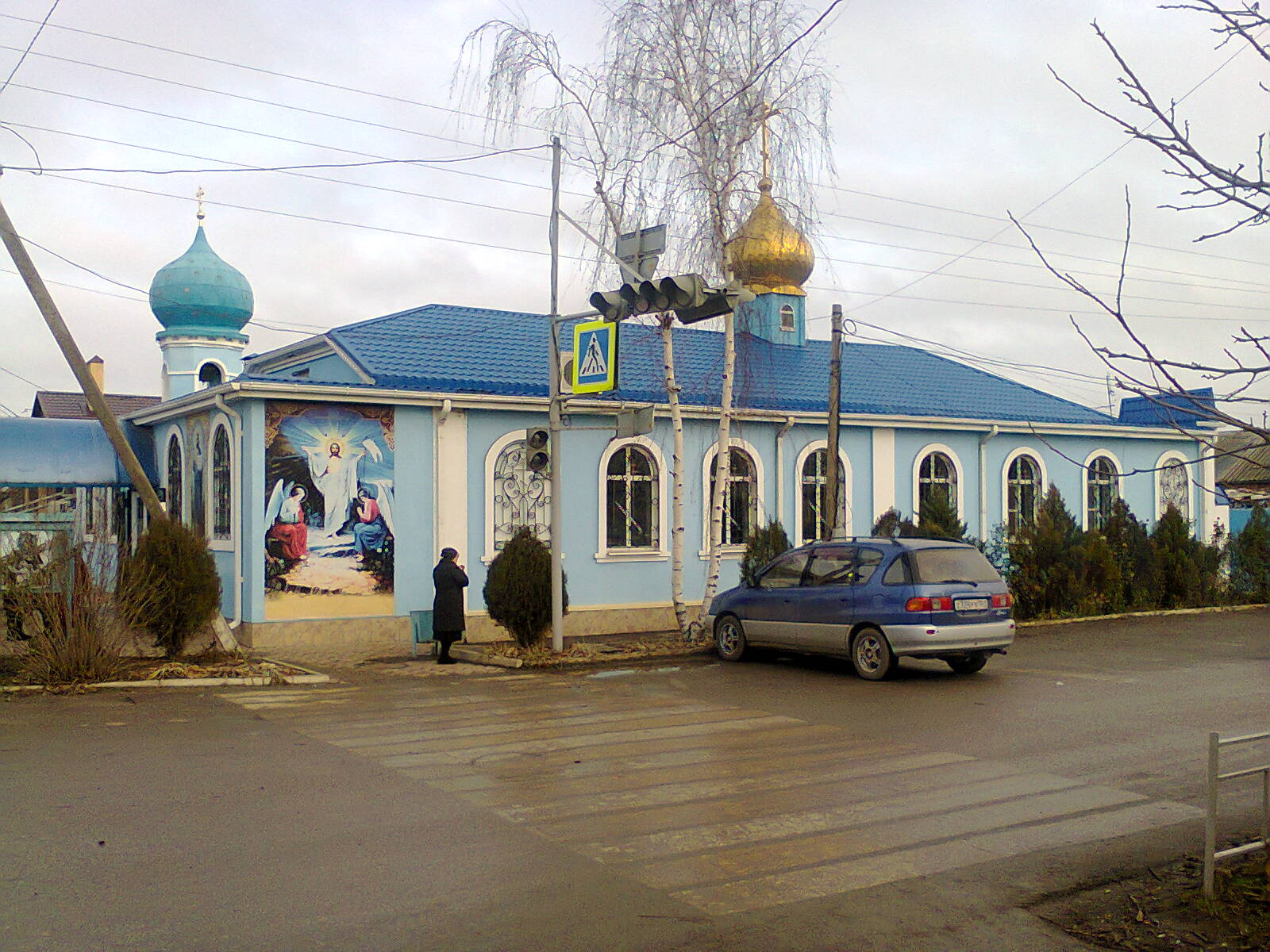
Iglesia de la Intercesión de la Santísima Madre de Dios.

La construcción de iglesias ortodoxas en Bataisk comenzó a finales del siglo XVIII. El 30 de abril de 1783, el arcipreste Ioann Andréyev de Rostov consagró el emplazamiento de una Iglesia de la Dormición del Teotokos en Kóisug, que sería abierta al servicio el 30 de diciembre de ese año. En 1864 se erigió una nueva iglesia de piedra con la misma advocación, con dos escuelas (parroquial y territorial), que sería demolida en 1936. En su lugar se encuentra hoy la Escuela n.º 4.
En 1798 los residentes de Bataisk decidieron construir una iglesia de madera dedicada al Arcángel Miguel. El 8 de febrero de 1800 recibieron permiso para construirla del cnsistorio espiritual de la ciudad de Novorosíisk, decisión que fue refrendada por el Santo Sínodo el 7 de junio del mismo año. En 1805 se adquirieron las tierras del emplazamiento de la nueva iglesia.
En la segunda mitad del siglo XIX se construyeron las iglesias de la Intercesión de la Santísima Madre de Dios y de la Santa Odighitria. La primera de ellas se encontraba en el emplazamiento de la actual Escuela nº10. Ambas fueron demolidas en 1937. En el emplazamiento de la egunda se construyó, ya en el siglo XXI, la Iglesia de la Trinidad Dadora de Vida.
En 1915, junto a la estación de ferrocarril se inició la construcción de la Iglesia de San Nicolás de Bari, en homenaje a la ascensión al trono de Nicolás II. Para el 1 de febrero de 1916, las primeras etapas de la construcción de la iglesia ya se habían concluido (cúpulas, arcos, tejados de madera). Otro templo se hallaba en la calle Rabochnaya, en el emplazamiento actual de la guardería Zvezdochka.
En el siglo XXI se construyó la Iglesia de la Trinidad Dadora de Vida, con planta en cruz y cúpula. Un concurso de arquitectura religiosa celebrado en Stávropol la galardonó como el más bello templo en construcción del sur de Rusia.
Otras iglesias de la localidad son: la Iglesia de la Intercesión de la Santísima Madre de Dios, la Iglesia del Príncipe Vladímir, la Iglesia de la Ascensión del Señor, la Iglesia de San Nicolás Matronovski y la Iglesia de Iván de Rusia.

## Medios de comunicación

### Prensa local
Los principales periódicos editados en la localidad son Vperiod (Вперёд, editado por la administración de la ciudad), Batáiskoye vremiá (Батайское время, editado por Aleksandr Fomenko, del Ministerio de Asuntos Internos de Rusia y Novi Bataisk (Новый Батайск, asociado al partido Rusia Justa).

### Radio y televisión
Las emisiones de radio y televisión se realizan desde Rostov del Don.

## Personajes ilustres
- Iván Andreyanchenko (1926-1995), ferroviario, Héroe del Trabajo Socialista.
- Gueorgui Inozemtsev (1902-1957), Héroe del Trabajo Socialista.
- Víktor Bogdanenko (1925-2002), Héroe de la Unión Soviética.
- Piotr Rudenko (1928), ferroviario, Héroe del Trabajo Socialista.
- Mijaíl Danchenko (1897-1956), político.
- Igor Skosar (1968), político ucraniano.
- Tatiana Lysenko (1983), atleta.
- Natasha Galkina (1985), modelo.
- Yulia Grichenko (1990), futbolista.
- Alekséi Denisenko (1993), taekwondo.

## Galería

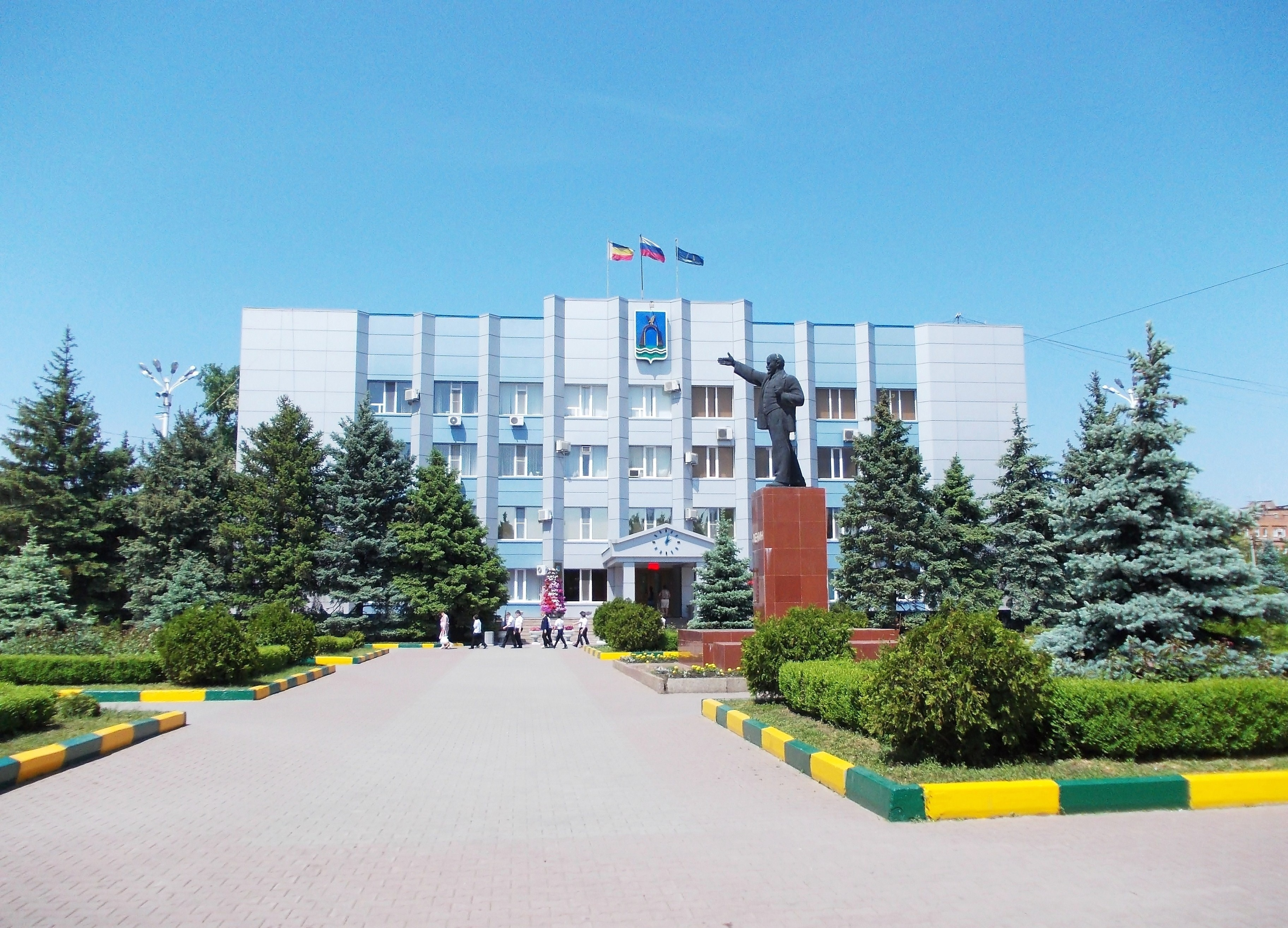
Plaza Lenin de Bataisk
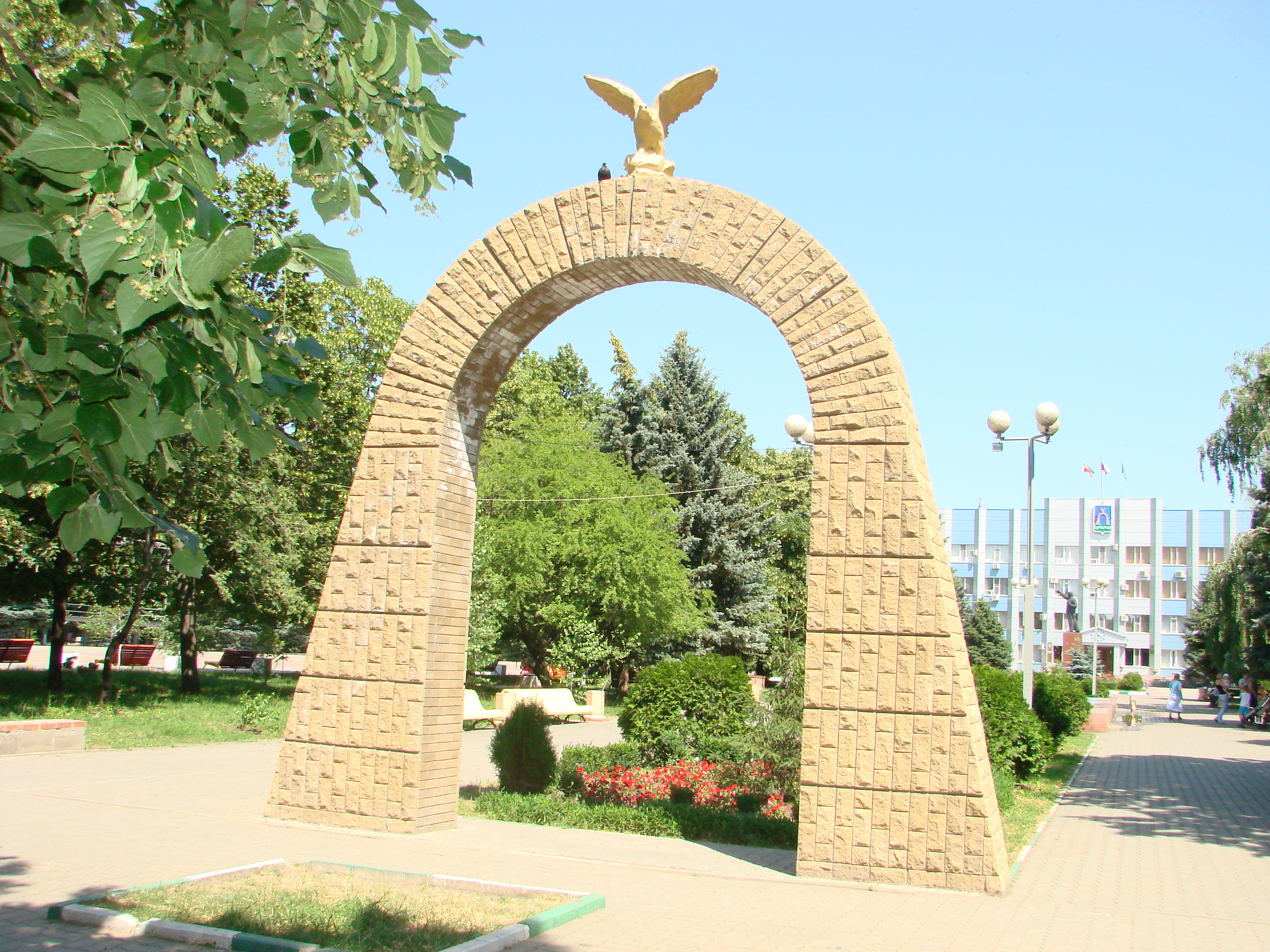
Arco en Bataisk, frente al edificio de la administración
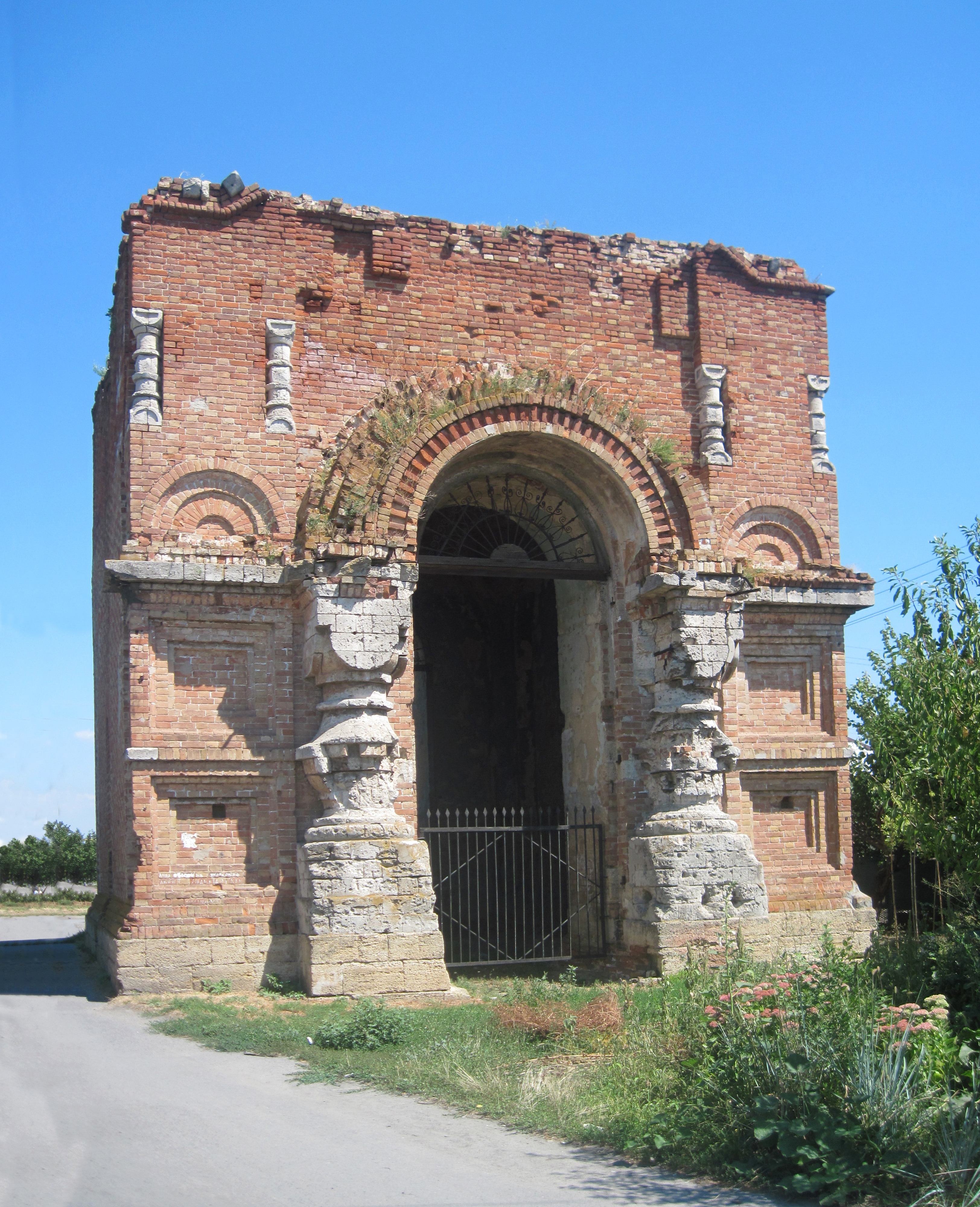
Restos del campanario de la Iglesia de la Ascensión de Bataisk
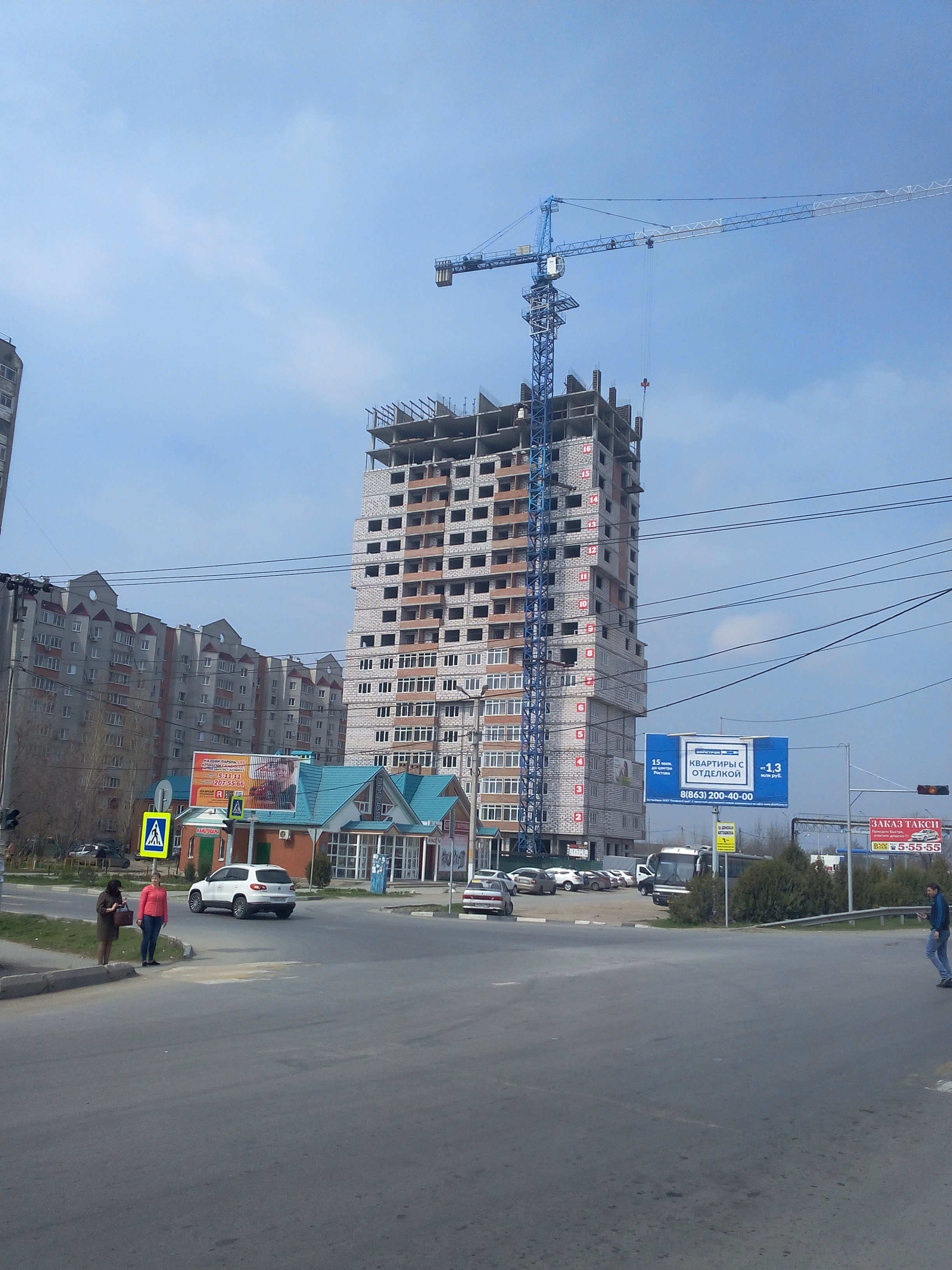
Nuevas construcciones en el mikroraión Séverni
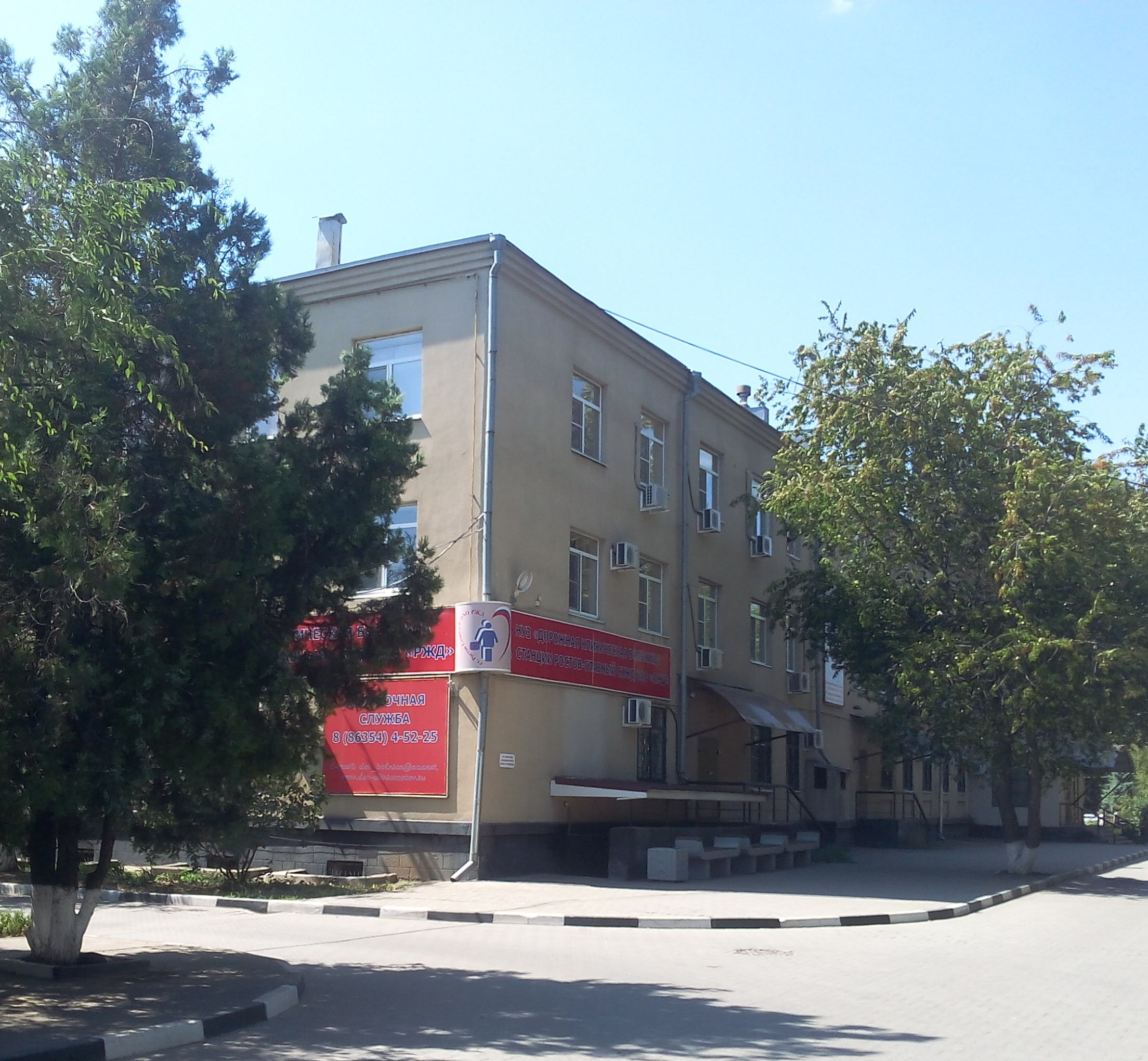
Edificio de la filial del NUZ, Hospital Clínico de la Estación
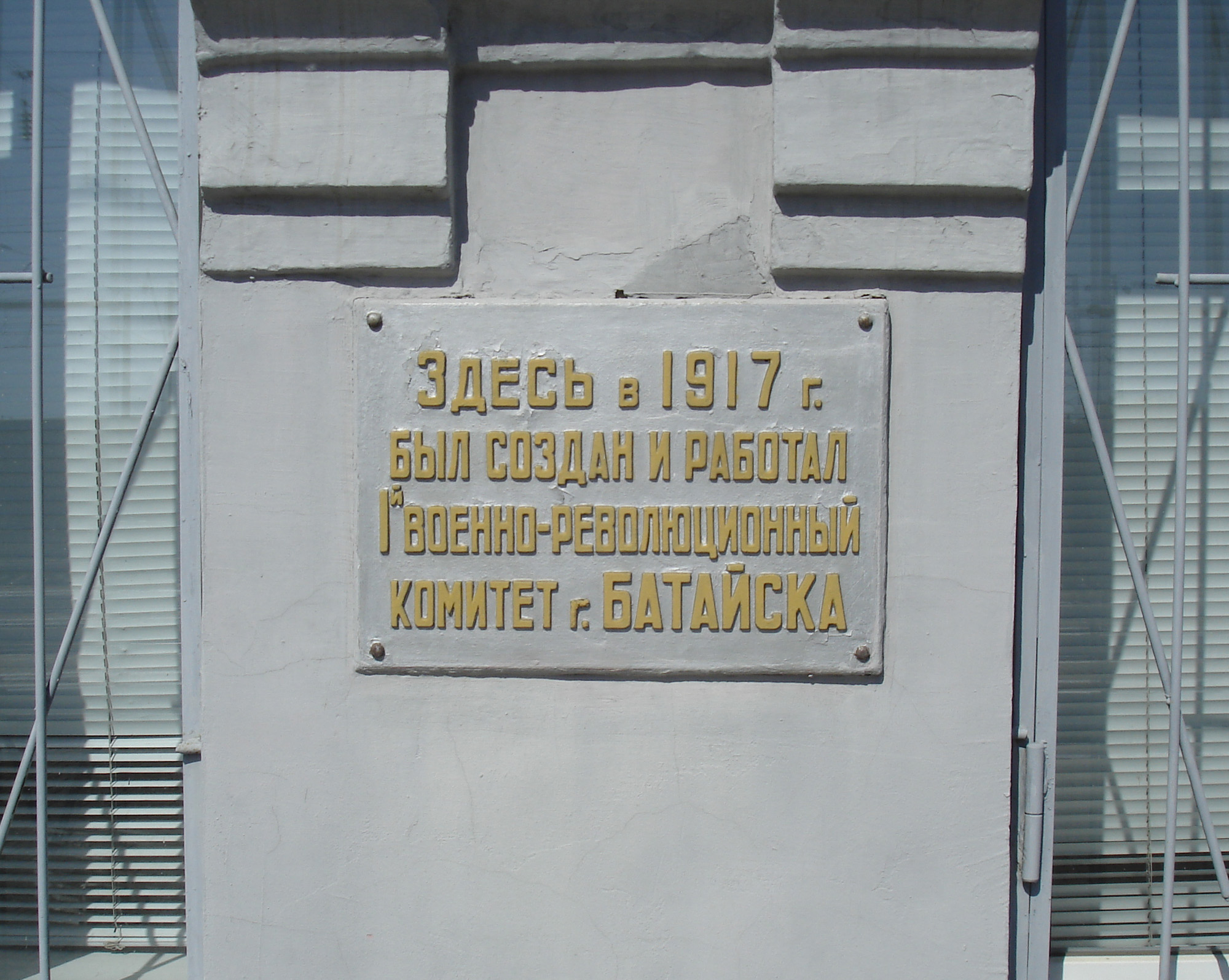
Placa conmemorativa del Primer Comité Militar-Revolucionario de los Obreros de Bataisk (1917), en la Estación de Bataisk
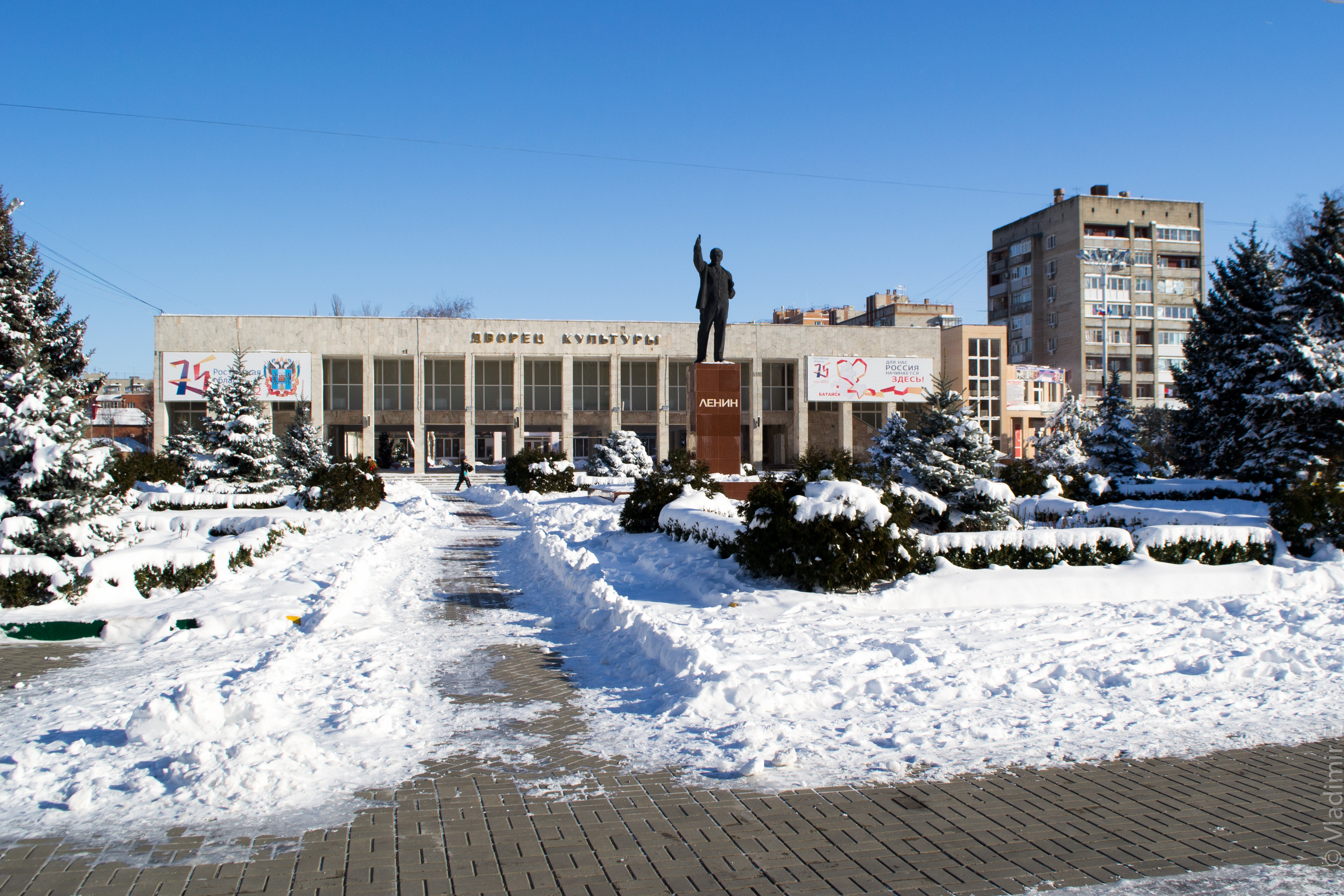
Palacio de Cultura Lenin
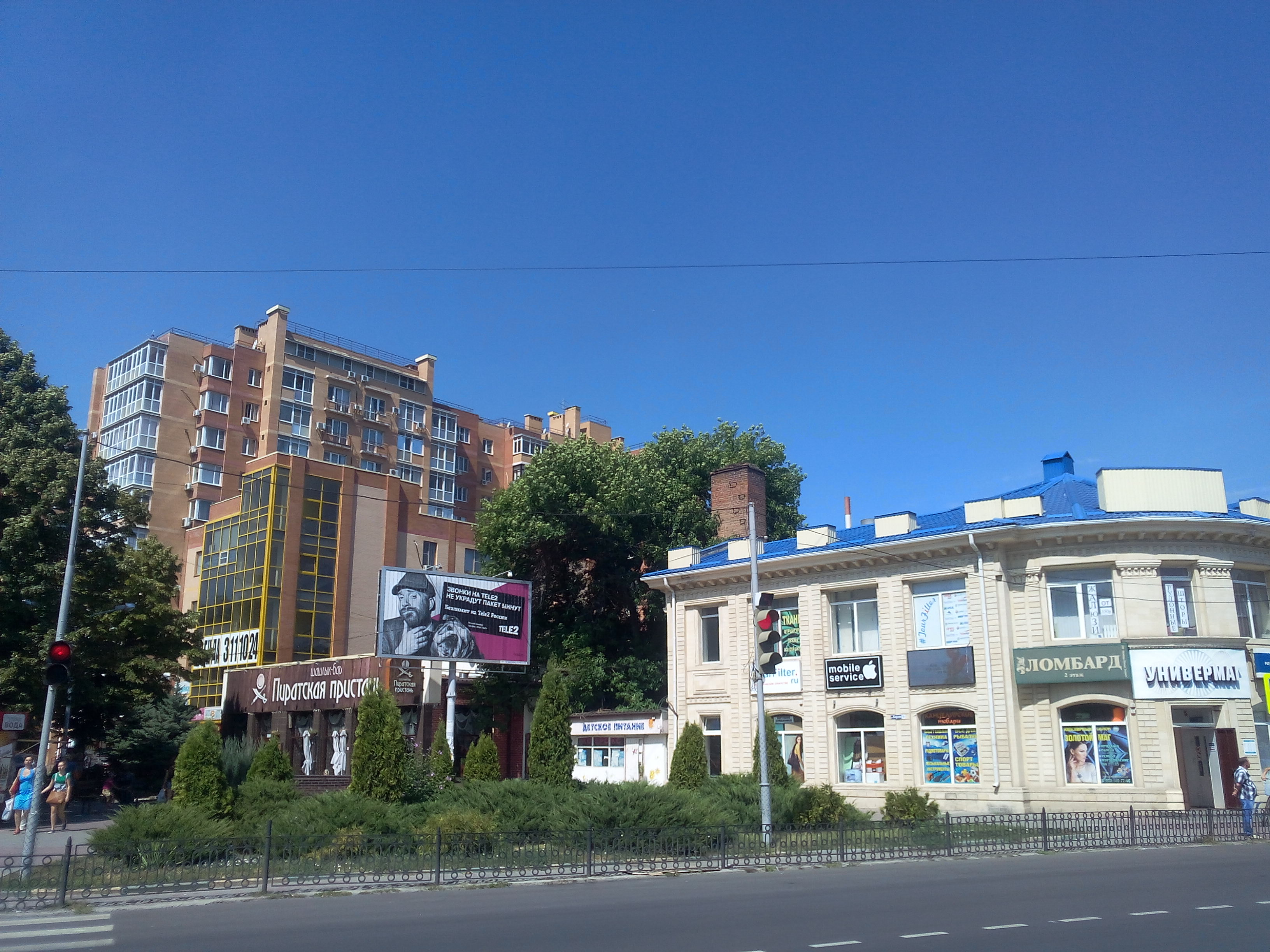
Bataisk, cruce entre las calles Kírov y Engels
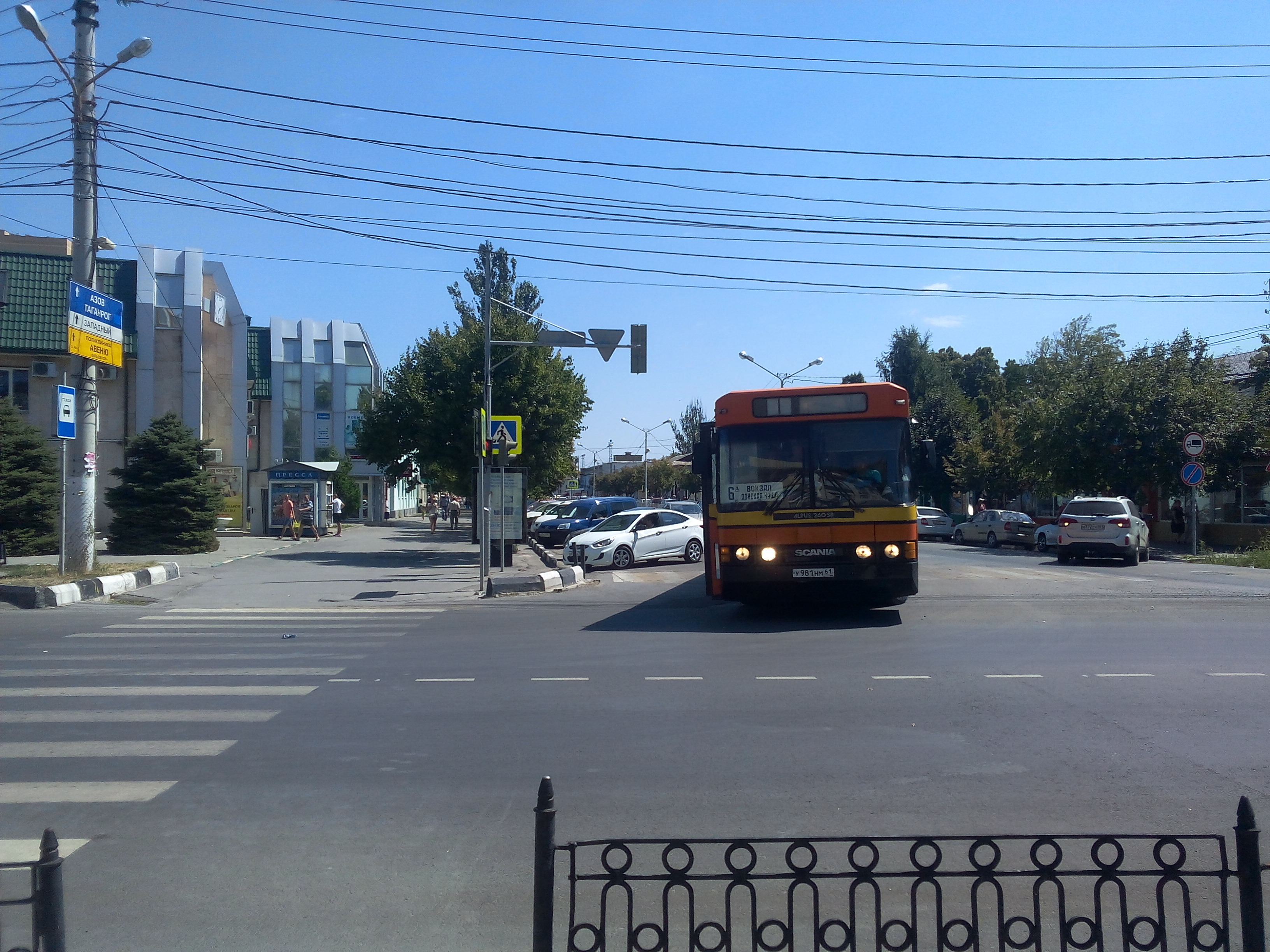
Bataisk, calle Kírov
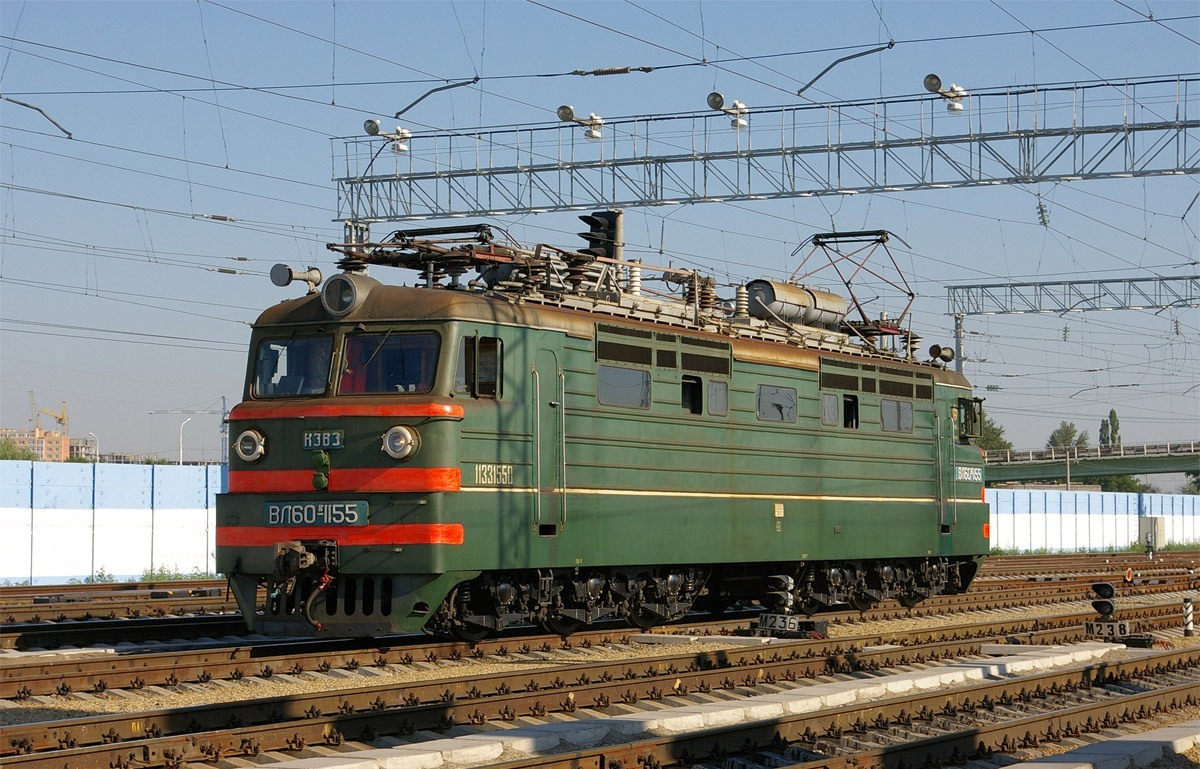
Locomotora eléctrica VL60K-1155, construida en la NEVZ (Planta de Locomotoras Eléctricas de Novocherkask), en la estación de Bataisk

## Curiosidades
En 1950 se construyó en el astillero de Gdańsk el buque escuela soviético Bataisk.

## Ciudades hermanadas
- Sremski Karlovci - Serbia
- Novi Bečej - Serbia